# 월미도

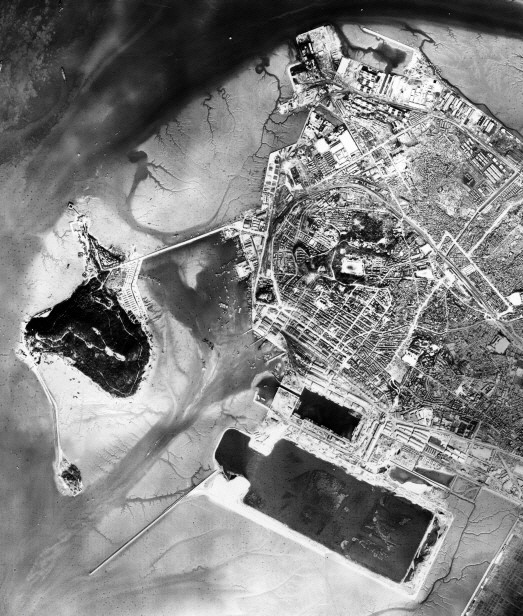
월미도. 1947년.

월미도 버스 정류소의 모습

월미도(月尾島, 영어: Wolmido, Wolmi Island, Wolmido Island, Roze Island)는 월미산을 중심으로 남북으로 긴 삼각형 모양을 이루었으나 지금은 간척되어 육지가 된 인천 앞바다의 육계도이다.
월미도는 면적이 0.7 km2밖에 되지 않는 작은 섬이었지만 제물포(지금의 인천항)가 항구 역할을 제대로 하는 데 큰 공헌을 했다. 월미도가 제물포 앞에 딱 버티고 서서, 파도와 바람으로부터 제물포에 정박한 배들을 지켜주었기 때문이다. 병자호란 때 여진 기마병이 바람처럼 달려와 강화도로 피난하는 길을 막아버려 남한산성으로 피신해야만 했던 경험을 바탕으로 조선이 1656년(효종 7)에 제 2의 피난길을 개척할 때 기착지로서 월미도에 월미행궁이 지어지기도 했다.:14-20
월미도를 지나지 않고서는 인천항을 통해 서울로 갈 수 없었기 때문에 월미도는 개화기부터 한국전쟁 때까지, 외국 군대에게 점령되어 군사 요충지로 쓰이는 운명을 맞아야만 했다. 병인양요, 신미양요, 운요호 사건 때는 한양으로 들어가는 뱃길을 찾으러 인천에 접근한 이양선들이 입항 전 한 차례 머무르는 섬이었으며,:30 일·청·러가 조차 경쟁을 벌일 때는 조정의 허락도 없이 일제 해군의 석탄 창고가 설치되는 수모를 겪었다.:126 러일 전쟁의 첫 포성이 울린 제물포 해전은 월미도 앞바다(월미해협)에서 벌어졌고, 일제가 승리하고 나서는 병참기지화되었다.:152 1920년대 후반-1930년대 일제강점기에는 일제가 소위 '조선 제일의 유원지'라는 명목으로 월미조탕을 비롯한 유원지, 숙박시설을 지어 부유한 자들에게만 호화로운 인공낙원을 제공하였다.:163-174
한국전쟁의 판도를 뒤바꾼 인천상륙작전 당시에는 미군에게서 네이팜탄 폭격을 당하고 인천으로 가는 길을 터 주게 되었다. 이 폭격으로 약 120가구 600여 명이 살던 마을이 불바다가 되고 월미도민 100여 명과 월미도에 파견된 육지의 노무자 상당수가 죽었다.:220-245 전쟁이 끝나고 피란에서 돌아온 월미도민들은 월미도로 귀향하여 사라진 마을을 재건하려 하였으나, 휴전 후에 미군부대가 계속 주둔해서, 미군 부대가 물러가자마자 바로 한국군이 들어와 해군 기지를 세워서, 국방부와 인천시가 도민들을 아랑곳하지 않고 월미도를 사고팔아서, 고향으로 돌아가지 못했다. 도민들은 '귀향대책위원회'를 꾸려 배상과 귀향을 요구하였고, 진실·화해를 위한 과거사 정리 위원회는 국가가 월미도민들에게 배상을 해야 한다고 결론을 내렸다.
1989년 7월 문화의 거리가 조성된 이래 인천 바닷가의 유명 관광지 중 하나로 떠올랐다. 썰물 때도 갯벌이 드러나지 않아 언제나 바닷물을 볼 수 있다. 월미산에 둘레길이 조성되고, 한국전통정원, 전통문화체험관, 한국이민사박물관 등이 설립된 데다가, 다양한 놀이동산까지 들어서면서, 월미도는 인천 명소의 위상을 되찾고 있다.

## 지명 유래
어을미도(魚乙未島), 어을미도(於乙味島), 어미도(於味島), 제물도(濟物島), 돌도(突島), 월성(月星), 돌미도(突尾島) 등으로도 불렸다. 서남쪽은 경사가 가파르고, 북동쪽은 완만한 구릉이다. 흔히 ‘달 꼬리’를 닮았다 하여 월미도로 알려져 있으나, 실은 '얼다(어르다)'의 '얼'과 물(水)을 뜻하는 '미'가 합쳐져 '물이 섞이는(어르는, 휘감아 도는) 섬'이라는 '얼미도'라는 이름이 붙었고, 한자로 음차하면서 '월미도'가 되었다.

## 역사
조선 말까지는 효종 때 월미행궁이 지어졌다는 승정원일기 외에 역사에 등장하는 일이 거의 없다. 지도를 보아도 세종실록지리지나 동국여지승람에도 월미도는 전혀 기록되지 않았고, 대동여지도에 와서야 '월미'라는 표기에 '행궁'이라는 부기가 붙어 나온다. 그러나 서해안과 남해안에서 서울로 오는 배는 반드시 월미도 서쪽 바다, 월미해협을 거쳐가야 했기 때문에 월미도는 백제 때부터 고려, 조선에 이르기까지 무역, 군사 요충지로 역할했을 것이다. 조선 때는 인천도호부 소속이었는데, 1653년(효종 4)에 영종진이 설치되면서 그에 편입되었다.

### 월미행궁이 지어지다
:19-20

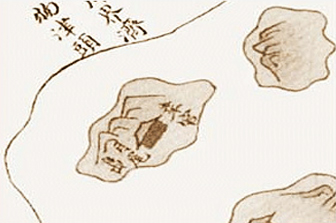
지도에 그려진 월미도

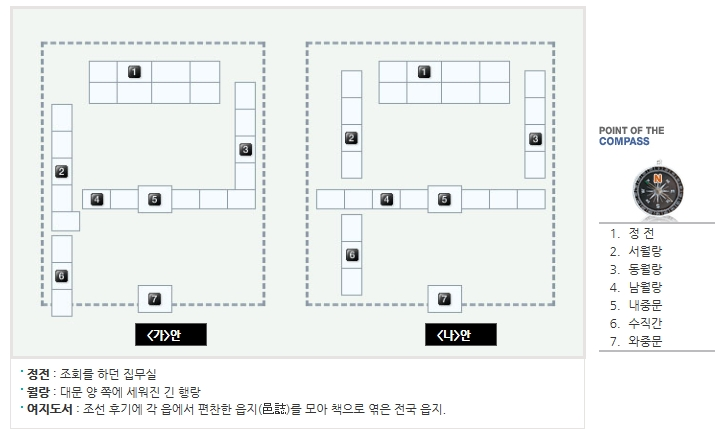
기록을 토대로 그린 월미행궁 배치도. 여지도서(輿地圖書)에 나타난 월미 행궁은 전체가 28칸으로 이루어진 목조 기와 건물이다. 즉 정전 8칸‚ 동월랑 4칸‚ 서월랑 4칸‚ 남월랑 7칸‚ 수직간 3칸‚ 내중문 1칸‚ 외중문 1칸이다. 외전과 내전의 구분 없이 단지 외전인 정전만 있는 격이 낮은 행궁으로 볼 수 있다. 보통의 관아나 객사처럼 단순하게 꾸민 소박한 건물로 추정된다.

병자호란 때 미처 강화도로 피난할 틈도 없이 몽골 기마병이 쏜살같이 달려와 길목을 막아버려 남한산성으로 피신해야만 했던 뼈아픈 경험을 겪은 조정은 강화도로 가는 제 2의 피난길을 개척했다. 경로는 다음과 같았다.
서울-영등포-인천도호부-월미도-영종도-강화도
이때 월미도에도 임시 거처로서 1656년(효종 7) 홍명하의 건의로 인천부사 윤부가 비밀리에 월미행궁을 세웠다.:11-13 인천에서 영종도로 바로 가지 않고 월미도에 들러 머물렀다 가는 것은 물때를 맞추기 위해서라고 여겨진다.:10 그러나 병자호란 이후 200년 간 평화가 지속되면서, 임금이 월미행궁으로 올 일은 한 번도 없었다. 1695년(숙종 21)년 행궁이 중건되었고, 북벌론이 수그러들면서 그 기능이 상실되어 조선 말 고종 때 헐어버렸다는 기록이 남아 있다. 행궁에는 수직군(守直軍)이 배치되어 관리를 담당했다고 하는데, 이는 근처 월미도 주민들로 추측된다.:20 비슷한 시기에 축조된 다른 행궁에 비해 규모가 상당히 작았다.
월미행궁이 언제까지 남아 있었는지는 분명하지 않다. 청나라와 관계가 개선되면서 쓰일 일도 언급될 일도 없었기 때문이다. 행궁을 설치한 지 불과 12년 만에 그 필요성에 의문이 제기되기도 하였다. 영조 대에는 방치가 되어 승려 단 한 명이 관리하였다. 정조 때까지도 언급되는 것으로 보아 18세기 극후반이나 19세기 초반에 완전히 퇴락했을 것으로 보인다.
월미행궁의 터가 어디였는지는 월미도 동남쪽 설과 서북쪽 산자락 설이 있는데, 동남쪽은 경사가 가팔라 행궁을 지을 만한 평지도 없고, 수직군이 경작할 농토도 마땅히 없고, 무엇보다 영종도로 갈 뱃길이 없으므로 서북쪽 산자락 나루터에 축조된 것으로 짐작된다.:13-21 단, 이를 확증할 만한 유물이나 유적은 아직 발견되지 않았다. 문헌에서 보이는 행궁의 위치는 '영종진의 남쪽 수로 7리', '일본 해군 석탄고' 등으로 나타나고 있다.
세월이 흘러 19세기 무렵, 이 행궁이 퇴락하여 터만 남았을 때, 정체모를 이양선이 월미도에 나타나면서부터 월미도의 수난시대는 막을 올린다.

### 병인양요
1866년 이양선 무리가 월미도와 작약도 사이 월미해협에 들어와 닻을 내렸다. 바로 병인박해를 구실로 조선을 침략하러 온 프랑스 극동함대였다. 함대의 소형 전투함 데룰레르호에는 박해를 피해 조선을 탈출한 프랑스 신부 리델과 조선인 천주교 신자들이 타고 있었다. 이들을 길잡이로 삼아 극동함대는 9월 23일 월미해협에 정박을 했다. 9월 24일에는 기함 프리모게호만 월미해협에 남고 나머지 함선들이 염하를 거슬러 오르기 시작했는데, 이때 사방에서 몰려온 조선인들이 산등성이에 올라 물살을 거슬러 오르는 배들을 구경했다고 한다. 거대한 배가 돛도 없이 해류를 역행해 올라가는 광경은 조선인들에게 놀라움과 두려움 그 자체였다. 한강 하구를 찾은 군함들은 25일 양화진까지 들어갔고, 27일에는 서강나루에 이르렀다. 서강나루는 삼남 지방에서 거둔 세곡이 서해안을 타고 올라와 화물을 내리는 종착지로, 조선의 목구멍이나 다름없는 곳이었다. 조정은 급하게 의논을 했으나 마땅히 뾰족한 수가 없었고, 적당히 물러가라는 편지만 보낼 수밖에 없었다. 정찰을 마친 프랑스 함대는 복귀하였다. 이후 10월 14일 로즈 제독은 함대를 이끌고 강화성을 점령하였다. 관청이란 관청에는 죄다 불을 지르고 외규장각 의궤를 비롯해 갖가지 도서를 약탈한 프랑스군은 정족산성에서 양헌수 장군이 승리하자 놀라 철수하였다.:24-39

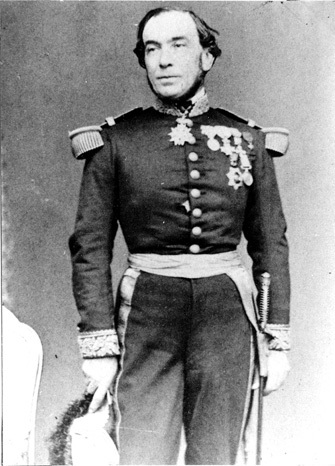
피에르귀스타브 로즈 제독.

이때 프랑스 해군은 정찰을 하면서 크고 작은 섬들에 사령관과 장교들의 이름을 하나하나 붙였다. 가장 중요한 월미도에는 최고 사령관 로즈 제독의 이름을 붙였다.:28 이후 조선에 찾아오는 모든 서양 제국주의 세력은 월미도를 로즈 섬(영어: Roze Island)이라 부르게 된다. 그리고 이 지도는 5년 뒤 미국 함대가 월미도를 찾아올 때 로저스 제독의 손에도 들려 있었다.:42

### 신미양요

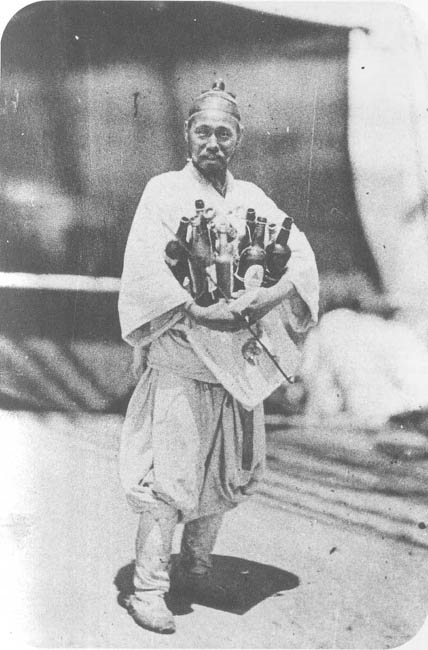
로저스 제독이 군함으로 초대한 월미도 촌장. 손에는 그가 선물로 준 맥주가 가득 들려 있다.

이양선은 1871년 월미해협에 다시 나타난다. 바로 1866년 일어난 제너럴 셔먼호 사건을 빌미로 1871년 미국의 로저스 제독이 전함 5척, 병사 1,230 명을 이끌고 조선을 침공한 것이었다. 이들은 병인양요 때 프랑스 함대가 만든 항해용 지도를 바탕으로 조선에 접근했지만 그리 정확한 지도는 아니어서 제독은 5월 23일 입파도에 정박을 하고 휘하의 블레이크 함장에게 탐측대를 꾸려 인천과 강화해협 근해에 안전하게 정박할 곳이 어딘지 찾아보게 했다. 블레이크는 닷새 뒤 5월 28일 돌아와서 월미해협이 정박하기에 최적의 장소라고 보고했다. 이튿날 29일 오전에 출발한 함대는 하루종일 서해를 거슬러 월미도와 작약도 사이 월미해협에 정박했다. 로저스 제독은 철수할 때까지 모든 지휘를 여기에서 내렸다. 강화도에 상륙하여 손돌목 돈대를 쑥대밭으로 만들고 어재연 장군의 부대를 학살한 미군은 6월 12일 정박지로 귀환하고, 20일 간 우물쭈물대다가 7월 3일 철수한다. 이후 79년 뒤 미군은 인천상륙작전 때 월미도에 다시 한 번 찾아온다.:44-78

### 운요호 사건

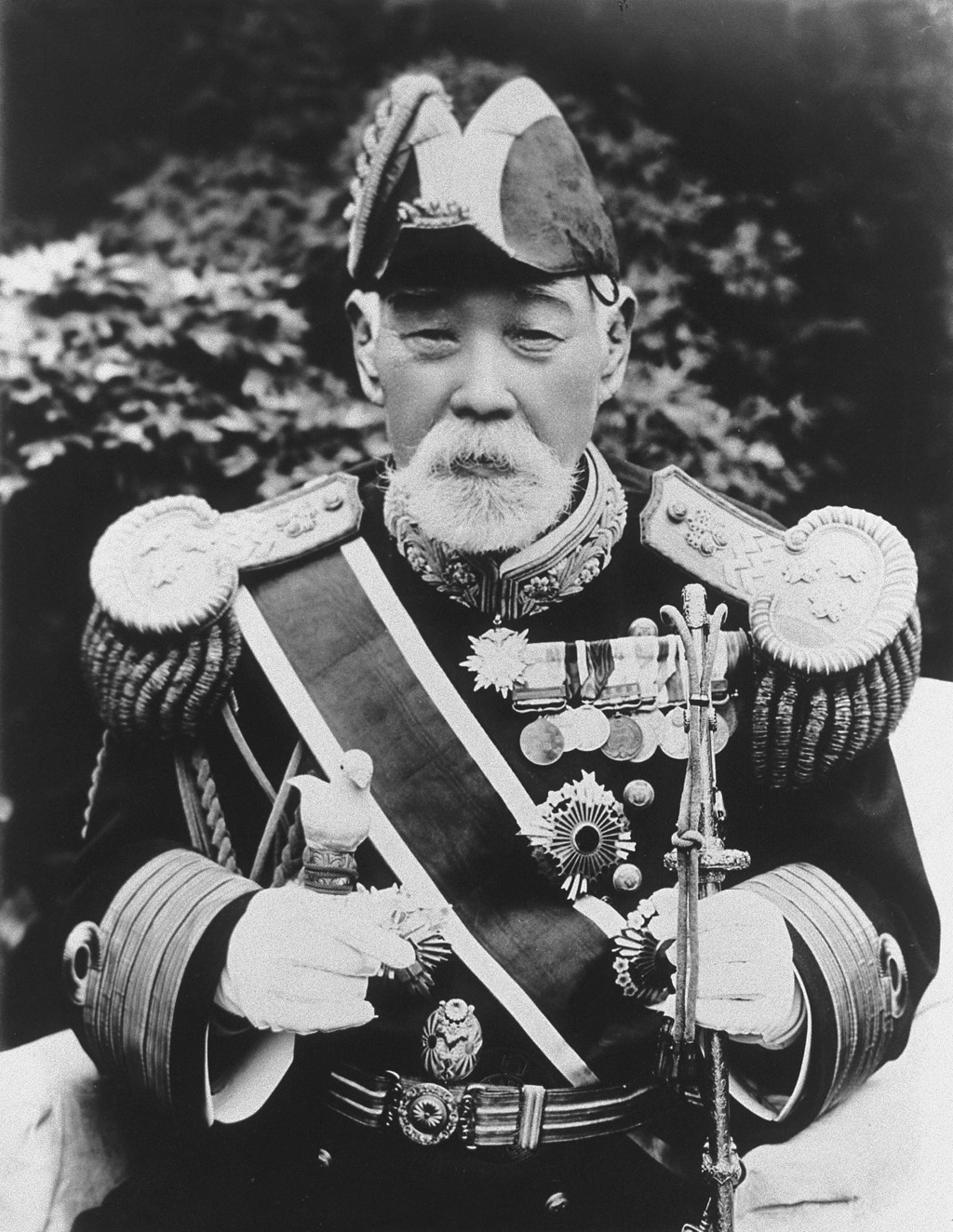
이노우에 요시카

해가 네 번 지나고 1875년 9월 19일, 이양선이 월미도 연안에 또다시 나타난다. 그런데 이번에는 좀 달랐다. 이전에 온 배보다 크기가 눈에 띄게 작았고, 딱 한 척밖에 없었다. 바로 이노우에 요시카 함장이 탄 운요호였다. 이노우에는 20일 월미도 앞바다에 운요호를 정박시키고, 무력 충돌을 유도하기 위해 작은 보트 하나에 직접 타서 강화해협, 초지진 바로 앞으로 갔다. 강화해협에서 적을 막지 못하면 한양까지 그대로 길을 터주게 되므로, 조선군은 이노우에가 탄 보트에 포탄 세례를 퍼부었다. 가까스로 살아남은 이노우에 함장은 월미도로 복귀하고, 이튿날 초지진에 상륙을 시도하지만 실패한다. 목적을 달성한 운요호는 28일 당당히 나가사키로 돌아간다. 이 사건으로 강화도 조약이 체결된다.:80-96

### 임오군란 때 일제 외교관의 피난처가 되다[2]:98-119
1877년 11월 20일, 일제의 외교관 하나부사 요시모토(花房義質)가 월미도 서쪽 바다에 상륙한다. 목적은 일본 외교관이 조선에 상주할 수 있게 하는 것과 부산 외에 또 개항할 항구 두 곳을 고르는 것이었다. 조선은 한양에서 가장 먼 곳을 개항하기를 바랐고, 일본은 가장 가까운 곳을 개항하기를 바랐다. 따라서 하나부사는 인천을 개항시키려고 갖은 애를 썼다. 여러 번 문을 두드리고 담판을 벌인 끝에 하나부사는 1881년 김홍집과 협상을 타결하여, 쌀을 수출하지 않는 조건으로 20개월 뒤인 1882년 9월에 인천을 개항하기로 하였다. 개항에 성공한 하나부사는 민비의 친척 오빠이자 조정의 실권을 쥔 민겸호에게 일본인 장교를 교관 삼아 별기군을 창설하라는 편지를 보낸다. 민겸호는 그 말을 그대로 따라서 별기군을 창설하였고, 이것이 구식 군인들의 해묵은 불만을 폭발시켜서 임오군란이 일어난다. 민겸호와 별기군 교관들을 살해한 분노한 부대와 민중들은 경기감영에 있는 일본 공사관으로 향했다. 그런데 거기에 하나부사가 있었다.

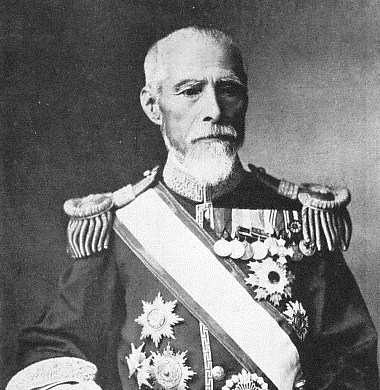
하나부사 요시모토(요시타다)

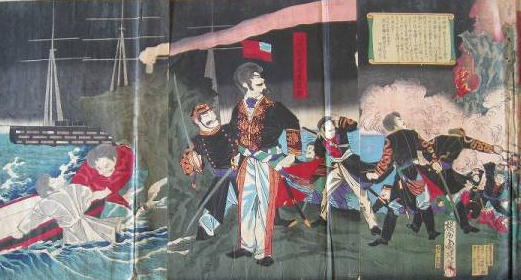
하나부사가 도망치는 모습. 치카노부 토요하라 作.

군인들이 반란을 일으켰다는 소식을 전해들은 하나부사와 공사관 장교들은 조정이 그들을 진압할 때까지 공사관에서 버티기로 한다. 그러나 기다려도 기다려도 관군은 오지 않았고, 결국 하나부사는 비가 내리던 밤 공사관을 탈출하여 양화진을 지나 이튿날 오후 3시에 인천에 도착한다. 밤새도록 걸어 피곤에 쩔은 하나부사 일행은 인천부 청사에 들어가고, 서울에서 무슨 일이 일어났는지 전혀 전해듣지 못한 인천부사 정지용은 그들을 따뜻하게 맞아준다. 그리고, 밥을 먹고 난 뒤 얼마 지나지 않아, 총소리가 들리더니 청사 벽에 총알이 박힌다. 관민들이 여기까지 추격한 것이었다.
하나부사는 정면돌파를 택했다. 관원들이 하나부사를 둘러싸고 청사 문을 나서니, 손님이 아니라 적임을 깨달은 인천부 병사 수십 명이 그들에게 창을 겨누고 있었다. 이에 일제 장교가 권총을 두어 발 쏘자 병사들이 놀라 달아났다. 하나부사 일행은 그 틈을 타 바닷가를 향해 죽기 살기로 뛰었다. 관교동, 숭의동, 도원동을 거쳐 제물포에 다다른 공사들은 어부들의 배를 뺏어서 월미도로 나아가, 간신히 상륙했다.
그러나 여전히 지체할 여유가 없었다. 하나부사는 공교롭게도 인천부에서 쉬고 있을 때 외국 증기선이 남양만에 정박해 있다는 소식을 들은 참이라, 먼저 바다로 나가서 기선을 기다리기로 했다. 월미도에서 최대한 멀리 떨어진 곳으로 가 닻을 내린 그들은 하룻밤을 꼬박 새서 기다렸지만 기선을 전혀 보지 못했다. 설상가상으로 이튿날에는 안개가 짙게 끼어서, 기선이 나와도 잘 보이지가 않았다. 그런데 때마침 안개 속에서 작은 배 하나가 나타났다. 장교들은 어부에게 총을 들이밀며 협박을 했고, 어부는 겁에 질려 30킬로미터쯤 떨어진 곳에서 서양 배를 봤다고 털어놓았다. 해가 높이 뜨자 안개가 걷혔다. 안개 속에서 기선의 윤곽이 보이자 일행은 허겁지겁 일장기를 높이 달았다. 기선은 일장기를 보고 일행을 태웠다. 이 배는 영국의 측량선 플라잉피시호였다. 초췌한 몰골에 놀란 선원들에게 공사들은 자초지종을 설명하고, 환대를 받았다. 이들은 7월 29일 공사관을 탈출한 지 엿새 만에 나가사키에 무사히 돌아올 수 있었다.

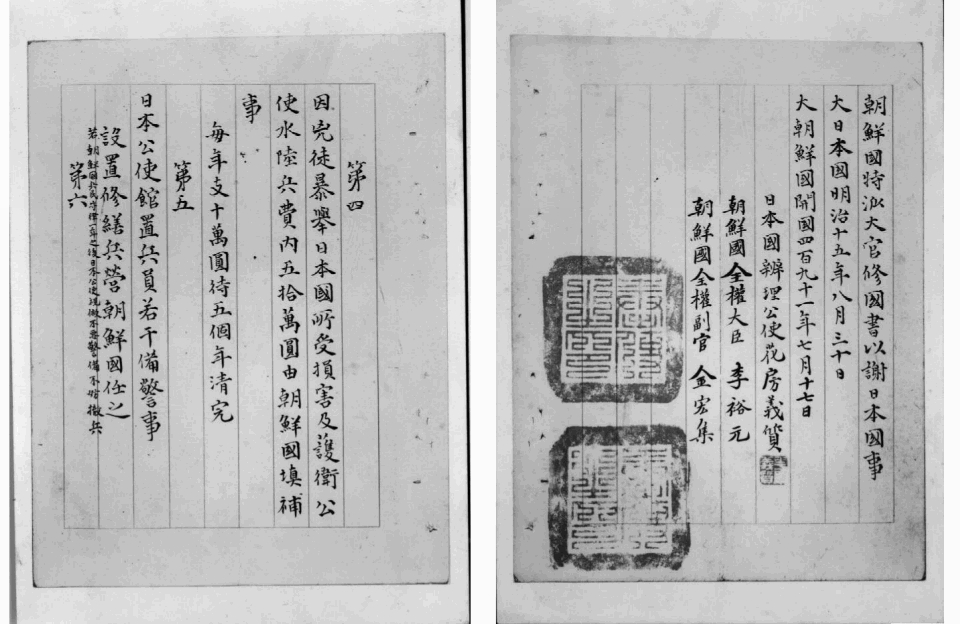
제물포 조약서의 3-4쪽.

하나부사는 8월 12일, 이번에는 군함 4척에 육해군 1천 명을 이끌고 다시 제물포항에 발을 디뎠다. 며칠 뒤 하나부사는 조정을 찾아가 주모자를 처벌하든지 전쟁을 하든지 선택하라고 으름장을 놓으면서 제물포 조약을 체결하였다. 인천 개항은 20개월에 임오군란까지 더해져서 한참이 연기되어, 1883년 1월에 개항되게 된다. 현 북성동 일대가 그의 이름을 따서 '화방정(花房町)'으로 불리기도 했다.

### 열강의 창고로 전락하다
일제는 1882년 임오군란 직후 월미도 북서쪽 땅 월미행궁 터 4,900평에 불법으로 석탄창고를 세웠다:122-130. 이후 1885년, 일본은 이 부지를 사들이려다 월미행궁 터이기에 매매가 불가함을 깨닫고는 '월미도 부지 4,900평을 조차하는 대신 매년 은화 80원을 납부하겠다'고 조정에 반강제로 제안을 했는데, 조정이 사정을 조사하니 애초에 땅을 일제에 빌려줬다는 기록조차 찾을 수가 없었다. 즉 일제는 일단 허락도 안 받고 석탄 창고를 지어놓은 뒤, 나중에 그 땅을 빌려달라고 요구를 한 것이다. 조정은 처음에는 국가적으로 중요한 월미도에 (이미 들어왔지만) 다른 나라의 군사 시설을 들일 수 없다고 거절하였으나, 일제의 강압에 결국 양력으로 1891년 1월 12일, 조선의 독판교섭통상사무를 맡은 민종묵은 일본의 근둥 대리공사와 〈월미도 부지조차조약〉을 체결할 수밖에 없었다.:59

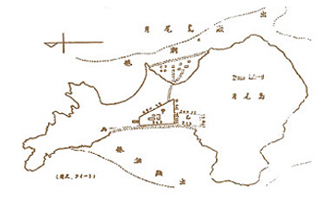
일제가 석탄 창고 부지 차입을 신청할 때 첨부한 지도. 가운데 甲자가 그려진 사다리꼴이 석탄고이다.

그런데 일제만 월미도를 노리는 것은 아니었다. 청나라와 러시아 제국도 월미도에 석탄 창고를 지으려 기회를 엿보고 있었다. 월미도가 당시 군함의 동력원인 석탄을 조달하기에 딱 좋은 곳이었기 때문이다. 조선을 지배하는 나라만이 월미도를 차지할 수 있었다.
임오군란으로 하나부사가 쫓겨나고 조선을 장악한 청나라는, 처음에는 산둥반도에서 인천까지 거리가 짧아 석탄고를 요구하지 않았으나, 일제가 급격히 성장하자 이를 견제하기 위하여 1889년 12월 월미도 서북 지역에 석탄고를 설치하고 싶다고 조정에 요청을 한다. 그런데 여기는 이미 위 편지대로 일제가 석탄고를 지은 자리였다. 이에 청은 하는 수 없이 월미도 동쪽, 일제 석탄고 건너편에 부지를 마련했는데, 정작 창고를 안 지었다. 그러다가 1894년 청일전쟁이 일어났고 청이 패배하면서 일제가 그 부지에 군수물자 창고를 짓게 된다.
이때 일제는 랴오둥반도 때문에 삼국 간섭을 당한다. 삼국간섭으로 러시아의 위력을 실감한 조정은 러시아를 이용해 일제를 견제하려고 1896년 월미도 남쪽 지역 13,400평 부지를 러시아에게 내준다. 러시아는 마음 놓고 부두, 석탄고, 병원, 연병장, 사격장, 수도관까지 건설할 수 있었다.:59 한편 미국의 석유 제품 회사 타운센드는 조선의 석유 제품 시장을 독점하기 위해 1894년부터 부산 절영도와 월미도 등에서 부지를 물색하였고, 그 해 월미도에 5백만 갤런 규모 석유저장고를 건설하였다. 이들은 나중에 스탠다드 석유회사와 조선특약점 계약을 맺어 조선의 송인석유 판매권을 전부 장악하였다.

#### 러일전쟁[2]:136-152
1899년 봄 조선인 김준희, 임원상 조정의 관리에게 뇌물을 주고, 외국 석탄고와 민가 53호(월미도 주민들의 마을)를 제외한 월미도 전체를 개간할 수 있는 권리를 얻었다. 이후 이들은 월미도 섬 그 자체를 요시가와 시타로(吉川佐太郞)라는 일본 상인에게 15만 원을 주고 팔아넘겼다. 일본 상인은 월미도 땅에 다음과 같은 팻말을 설치했다.
| “ | 일본, 미국, 러시아의 석탄고와 민가 53호를 제외하고 모든 땅은 대일본인 요시카와 시타로의 소유이다. | ” |

그런데 조선인들이 판 권리는 개간권이었지, 소유권이 아니었다. 따라서 개간권으로 토지를 그것도 외국인에게 판 행위는 엄연한 불법이었다. 이 일이 알려지자 조정은 김준희, 임원상과 그와 연루된 조선인(강면희, 정규만, 문성진, 송정섭)을 즉시 체포, 처벌하고 다시 사들이려고 했다. 그러나 일본 상인은 쉽게 되팔려 하지 않았다. 이 사건의 배후로는 러시아의 남하를 막으려는 일제가 지목된다.:130-133:60
따라서 월미도에서 일제와 러시아의 긴장도는 최고조에 달할 수밖에 없었고, 월미도 어딘가에서 전쟁이 벌어질 것임은 불 보듯 뻔한 일이었다. 1903년 8월 전쟁을 예감한 각국 열강은 자국 공사관 호위와 정찰을 목적으로 군함을 파견하였다. 영국이 가장 먼저 시리어스 함을 보냈고, 미국이 빅스버그 함, 프랑스는 파스칼 함, 이탈리아는 엘바 함, 독일은 한사 함을 파견했다. 일제는 치오다 함을 파견했고, 러시아는 1904년 1월에 최신 순양함 바략, 6일 뒤에는 소형 포함 카레이츠 호를 제물포에 입항시켰다. 이들은 모두 월미도 서쪽 앞바다에 정박했는데, 그 늘어선 모습이 누가 보면 국제 함선 박람회가 열린 줄로 착각할 정도였다.

한 달 동안은 매일매일이 폭풍전야였다. 일제 함대가 총 14척인 데 반해 러시아는 배가 바략 호와 카레이츠 호 2척밖에 없었다. 승부는 이미 갈린 것이나 다름없었다. 하지만 러시아의 루든예프 함장은 항복할 생각은 추호도 하지 않았다. 최정예 함선인 바략함을 일제에 빼앗길 수는 없었기 때문이다. 그는 모든 장병을 모아놓고 이렇게 말했다.
| “ | 일본 해군 제독이 말하기를, 러·일 양국의 전쟁이 시작되었으며 러시아 함대는 정오까지 제물포항을 떠나라고 한다. 러시아 해군에게 항복이란 없다. 우리는 일본 함대와 싸운다. 피 한 방울이 남는 최후의 순간까지 싸우자! 자비로우신 주님을 믿고 기도하며, 용감히 싸움터로 항진해 가자. 주님과 황제, 조국을 위해! 만세, 만세, 만세! | ” |

그리하여 1904년 2월 9일 오전 11시 44분, 우리우 제독의 지휘로 일본의 아사마 함이 제물포로 나온 바략 함에게 포탄을 쏘면서 제물포 해전은 막을 올렸다. 바략함과 카레이츠 호 둘 다 대응 포격을 했으나 카레이츠 함의 포는 사정거리가 짧아 일본 함대에 닿지 않았다. 바략 함 혼자서 일본 함대 전체와 싸우는 셈이었다. 바략 함은 결사항전했으나 일본 함대에 큰 피해를 주지 못했다. 12시 12분 바략함은 팔미도에 다다라서 포위를 벗어나 외해로 도망하려고 했는데, 그 순간 포탄 한 발이 조종간에 정확히 떨어졌다. 통제 불능 상태에 빠진 바략함은 팔미도로 미끄러져 가다가 갯벌에 좌초되었다. 일본 함대는 이때다 싶어서 전광석화로 접근하여 집중 공격을 퍼부었다. 그런데 또다시 그 순간, 바략함이 한 번 크게 기우뚱하더니 기적처럼 모래톱을 빠져나왔다. 바략함과 카레이츠 호는 이 기회를 놓치지 않고 사력을 다해 정박지로 후퇴했다. 러시아 함대가 월미도 정박지에 가까이 가자 일본 함대는 포격을 그만둘 수밖에 없었다. 자칫하면 주위에 정박한 외국 함선에 포탄이 떨어질 수 있었기 때문이다. 12시 45분 전투가 종료되자마자 외국 함선들은 군의관을 태운 보트를 보내 부상병들을 치료했다. 단 한 척도 일제에게 내줄 수 없었던 루든예프 함장은 러시아 장병들을 외국 함선으로 대피시킨 뒤, 카레이츠 호를 폭파하고 바략함에 불을 붙여 침몰시킨다.

#### 일제의 군사 기지가 되다
그 후 1904년 5월 말, 러시아 발틱 함대가 대한해협에서 일제 함대에 궤멸되면서 러일 전쟁은 일제의 승리로 끝났다. 같은 해 8월 월미도에 주둔한 일본군은 월미도를 통째로 군사 지역으로 지정하고, 작전상 필요하다며 포대를 지은 뒤, 월미도 북쪽에 있던 가옥 21채를 전부 사들여서 타운센드 사의 석유창고 옆으로 강제 이주시킨다. 1905년 5월에는 모든 민가를 강제로 철거한다고 대한제국에 일방적으로 통보하였다. 이에 대한제국의 인천항 감리는 일본에게 계획을 철회해달라고 요청했는데, 대답은 이러했다.
이 일은 오로지 대한제국을 보존하고 동양의 평화를 지키는 일로, 군대 수십만을 출병하여 생명을 돌보지 않고 수억만 군사비를 지출하여 하는 일이니 주민들이 다소 불안해지는 일 따위를 한가롭게 논하고 있을 수 없다. 또 군사상 필요한 땅을 사용하는 문제는 양 정부가 협약한 것인즉 주민들이 각자 비용을 마련하여 제 집을 철거하더라도 이치에 어긋나는 것은 아닌데, 실로 주민들의 사정을 살펴 가옥 철거 비용 및 땅값을 적절히 모상하니 원망할 것 없다.

이를 시작으로 월미도 주민들은 큰 일이 일어날 때마다 매번 대대로 살던 곳을 떠나야만 하게 된다.:152-155

### 조선 제일의 유원지가 들어서다

#### 근대 항구 시설

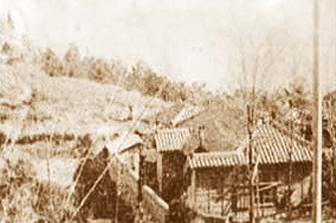
한반도 최초의 전신소인 월미도 무선 전신소. 일반 대중의 전보는 받지 않고 군사 전보만 취급하였다. 1923년 인천 무선 전신국이 문을 연 데 이어, 1925년 경성 무선 전신국이 확장되면서 폐쇄되었다. 이후 1932년 화재로 완전히 소실되고 만다.

일제는 포츠머스 조약으로 러일전쟁을 완전히 마무리짓고 을사조약에 연이은 한일 병합 조약으로 1910년 8월 22일 조선의 국권을 피탈하였다. 경술국치를 전후하여 일제는 인천에서 쌀을 더욱 효과적으로 수탈하기 위해 월미도에 근대 항구 시설을 속속 지었다. 러일전쟁 직후인 1906년에는 월미도 북단과 인천역으로 이어지는 철로를 놓았다. 처음으로 월미도가 육지와 연결된 것이다. 그때 소월미도에 작은 부두도 같이 지었다. 만주에서 콜레라가 창궐하자 1907년에는 월미도 남서쪽 끝에 해양검역소(밑 관광지도)를 설치했다. 1910년에는 월미산 정상에 무선 전신소도 세웠다.:159-160

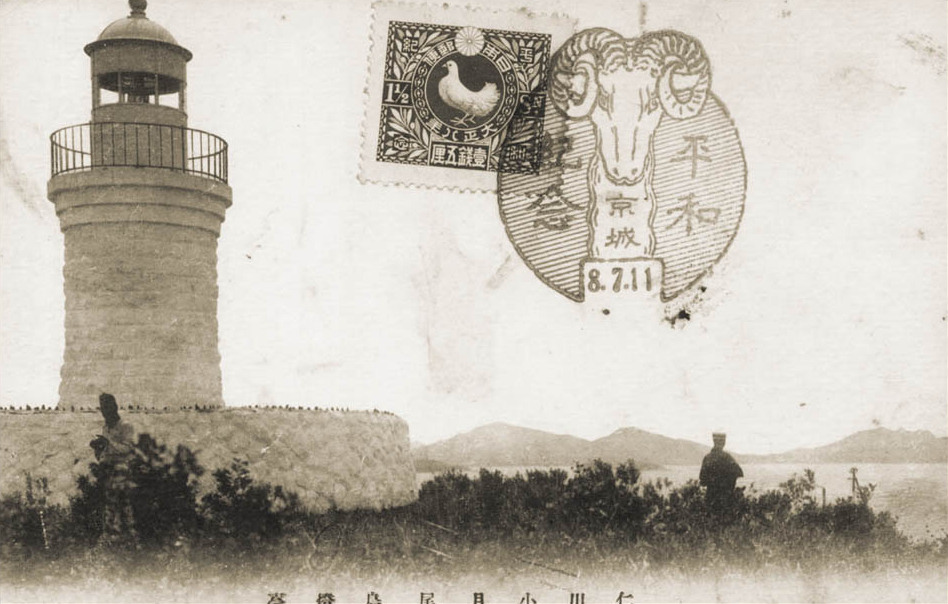

이때 일제가 건설한 시설 가운데 눈여겨볼 만한 것은 1903년 일제의 강압으로 대한제국이 일본인 기술자를 초빙하여 세운 소월미도 등대로, 팔미도 등대와 같은 시기에 설치되어 인천항의 눈 역할을 톡톡히 했다. 그러나 인천항의 수심이 너무 낮아 만조 때가 아니면 배가 진입할 수 없는 문제는 여전했는데, 이는 1918년 갑문식 선거(도크)가 설치되면서 해결된다. 이렇게 되자 더 이상 배들은 만조가 아닐 때마다 월미도에 정박하지 않아도 되었다. 갑문을 설치하면서 1917년 일제는 월미도와 육지를 잇던 철로 자리에 돌을 쌓아 방파제를 지었다. 철로는 경부선과 경인선이 개통되어 열차로 수송할 화물의 양이 줄어드면서 1911년 철거된 상태였다. 새로 쌓은 방파제는 파도와 북쪽에서 흘러오는 모래펄이 항구와 선거에 쌓이는 것을 막아주었다. 몇 년 후에는 시멘트를 바르고 철제 난간을 달아 1km 남짓한 왕복 2차선 도로를 닦았다. 월미도는 이제 나룻배를 잡아 타야만 갈 수 있는 곳이 아니라, 아무 때나 걸어서든 차를 타서든 갈 수 있는 곳이 되었다.:160-163

#### 유원지로 개발되다[52]
이 무렵 인천의 경기는 예전만 못했다. 조선에 경부선과 경원선 등 철도가 놓이면서 항구로 무역을 할 필요가 옅어졌기 때문이었다. 이에 인천부는 총독부 철도국에게서 철도용지를 무상으로 임대받아 도로를 정비, 벚나무를 심고,:49 1918년에는 월미도를 '풍치지구'로 지정하여 유원지로 개발하였다. 가까운 경성에서 관광객을 끌어모음으로써 인천의 경기를 활성화하고 나아가 인천의 인구까지 늘어나게 하는 것이 목적이었다. 제방을 쌓고 방파제를 개축한 것도 이 관광 사업의 일환이었다. 이즈음 일제가 강제로 세운 석탄고도 철거되었다.:163-164
실제로 월미도는 유원지로서 손색이 없었다. 일단 경치가 빼어났다. 서쪽으로는 서해 바다가 시원하게 펼쳐지고, 동쪽으로는 인천항과 시가지가 한눈에 들어왔다. 또 원래부터 살구나무가 많은 데다가 청일전쟁, 러일전쟁 때 일본에서 벚나무를 많이 들여와 심었기에 봄이면 벚꽃이 만발하여, 섬 전체가 하얗게 물들어 아름답기가 이루 말할 수 없었다. 1921년 일본의 공원학자 다무라 박사가 공원 설비를 위해 월미도를 둘러보고는 '동양 제일의 절경'이라며 감탄을 할 정도였다. 거기에 교통도 편리했다. 서울에서 인천역까지 1시간 40분, 인천역에서 월미도까지 가는 데 걸어서 20분이었다. 서울에서 오전에 출발에 월미도에서 해수욕을 즐기다가 집에 돌아와 저녁을 먹는 당일치기 여행지로 딱이었다.:164-165

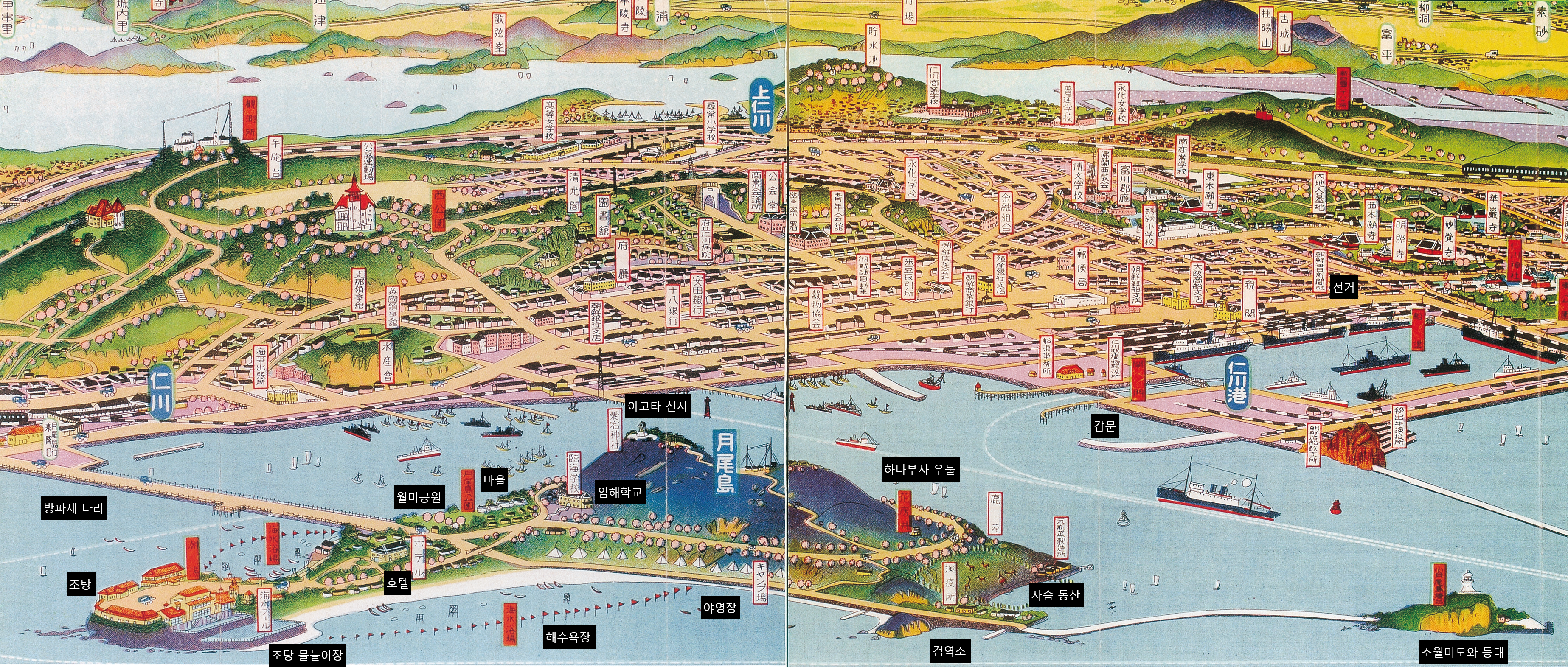
월미도 관광지도. 각 시설의 이름을 임의로 표기하였다. 요시다 요츠사부 作. 인천광역시립박물관 소장.

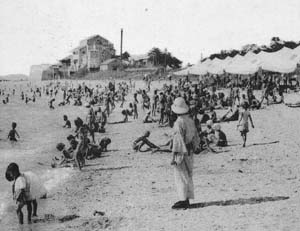
월미도해수욕장 (1924년).

인천부에서 시작한 월미도 개발은 1923년에 일본인 유력자들로 구성된 '월미도유원주식회사'가 설립되면서 본격적으로 추진된다. 이 회사는 월미도 다리가 놓이자 북쪽 산기슭에 각종 시설을 지었다. 이때부터 해수욕장, 호텔, 별장, 고급 유흥주점, 상가 등 부대, 위락시설이 하나둘씩 들어선다. 월미산 둘레를 한 바퀴 빙 도는 일주도로는 러일전쟁 때 일본군이 닦았고, 그 주위에 벚나무를 심었다.

##### 월미조탕

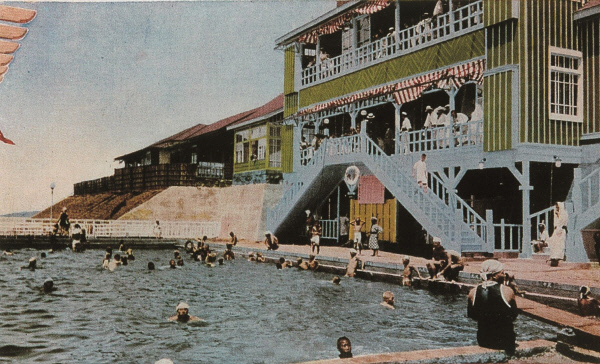
월미조탕 물놀이장 풍경

월미도하면 바로 월미조탕이 떠오를 만큼 조탕은 큰 인기를 끌었다. 조탕(潮湯)은 목욕탕이나 온천과 비슷한데, 바닷물을 끓여서 목욕물로 썼다. 조선인에게 '수영장'이란 그야말로 문화 충격이었다. 1923년 7월 10일 개장한 첫날 하루에만 이용객이 500명이 넘었고, 월말에는 1만 명에 이르렀다고 한다. 비누 한 장에 2전, 수건 한 장에 1전이었다.:165

##### 임해학교

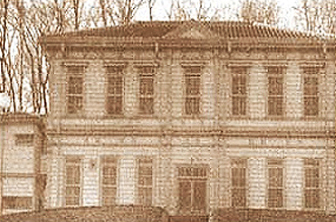
임해학교 교사.

임해(臨海)학교는 '바닷가 학교'라는 뜻으로, 정식 학교는 아니고 경성과 인천의 학생들이 여름방학 동안 심신을 단련하러 오는, 말하자면 수련원이었다. 애국부인회 인천지부와 간호부인회 인천지부, 그리고 일부 독지가들의 후원으로 1923년부터 하계 방학기간을 이용하여 40일간 개교하였다. 건물은 2층 건물에 300명을 수용할 수 있는 규모였다. 하지만 조선인에게는 그림의 떡이었다.:169
| “ | 인천항 월미도 산록에 재한 임해학교는 아동으로 하야금 광할웅대한 대자연에 접케하야써 심신의 전환을 도한다는 목적으로 금반불소한 자금을 투하야 신설하고 내 이십칠팔일 경에 개교되리라는대 이에 인천공립보통학교에서도 참가코저 누차교섭하얏스나 조선인학교라는 구실 하에 퇴각을 당하고 조선인 학생은 다만 그 부근 해수욕장에서 수영만 하기로 되얏다더라. -《동아일보》, 1923년 7월 23일. | ” |

##### 하나부사 우물
지도에 나온 '하나부사 우물(화방우물)'은 위에 적은 일본 공사 탈출 사건에서 하나부사가 월미도로 튈 때 목을 축였다는 전설이 내려오는 우물이다. 북성동이 화방정으로 불린 것처럼 이 우물도 그의 이름을 땄다.:170

##### 사슴 동산

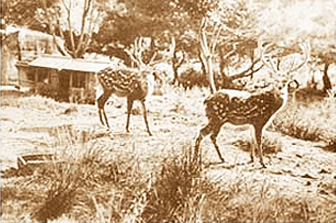
카메라를 쳐다보는 사슴들

목책을 두르고 그 안에 사슴을 풀어 놓은 월미도 녹(鹿)원에는 원숭이도 있었다고 한다. 사슴들은 1929년 4월 26일에 방목되었고, 9월 21일에는 누가 쏴 죽여서 인천부에서 사살자를 고발한 적도 있다. 1930년에는 사슴을 추가로 구입하기 위해 1200원을 들이기로 했는데, 도로와 같은 필수 시설물 보수나 할 것이지 쓸데없는 데다가 돈을 쓴다고 비판을 받았다. 결국 금액은 600원으로 감액되었다.

##### 용궁각

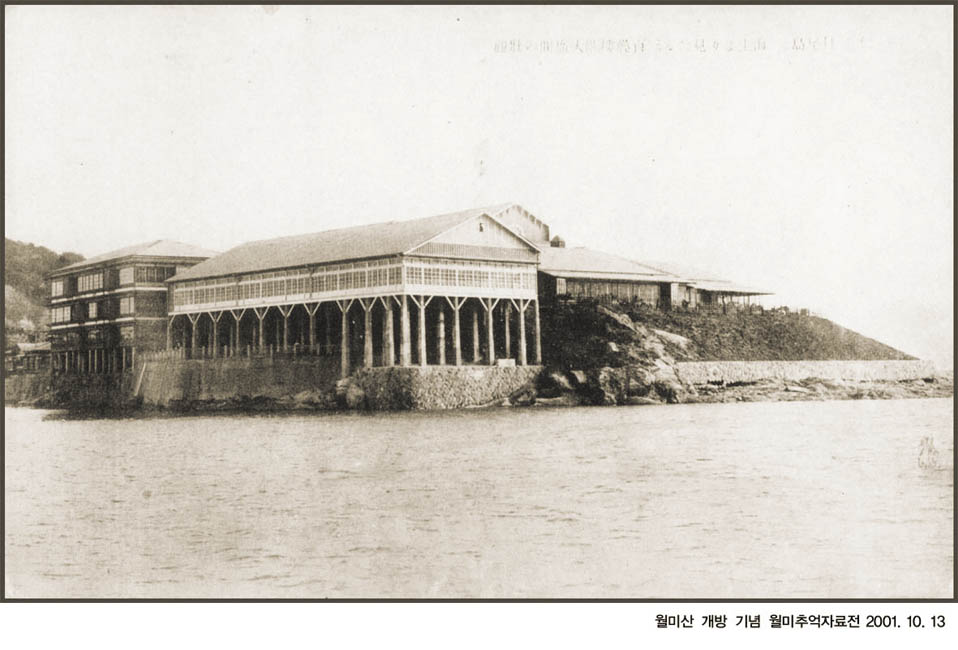
썰물 때 용궁각. 밀물 때는 물 위에 둥둥 떠 있는 것처럼 보여 운치를 더했다.

1937년에 바다에 기둥을 박고 그 위에 세운 '바다 위 요정(料亭)' 용궁각은 월미조탕과 더불어 월미도의 또다른 명소로 자리잡았다. 술과 음식을 팔면서 사방으로 난 창문을 통해 낚시까지 할 수 있는 고급 음식점이었다. 물 위에 자리잡은 탓에 바다가 들고남에 따라 약간씩 흔들렸다는 믿기 어려운 풍문까지 돌았던 용궁각은 부유한 일본인과 조선인들로 붐볐다. 광복 후 전소되었다.:170-172

##### 아고타 신사

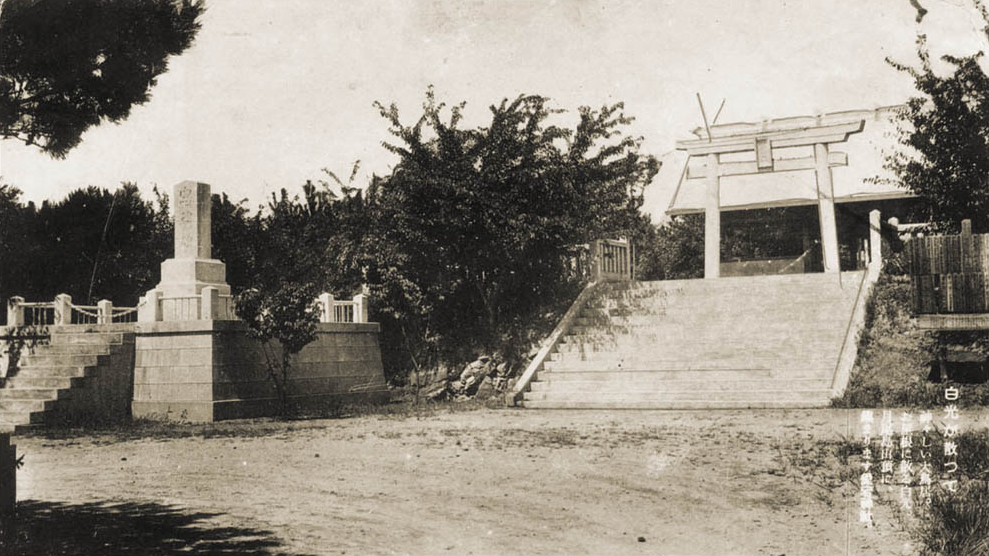
아고타 신사. 지금의 인천여상에 위치했던 인천신사 본원의 경외사였다. 해방 이후 성난 군중에게 파괴되어 봉안전에 오르는 계단만 남아 있다가 한국전쟁 때 그마저도 없어졌다.

러일전쟁에서 승리한 일제는 1908년 월미산 정상에 있던 서낭당을 허물고, 그 자리에 아고타(愛宕, 애탕) 신사를 지었다. 여기에는 전쟁의 수호신을 모셔서, 앞으로 벌일 무수히 많은 전쟁의 승리를 기원하였다. 이렇듯 월미도는 일본인에게 특별한 역사적 명소였는데, 그 각별한 사랑이 다음에 잘 드러나 있다.
| “ | 월미산 정상에서 청일전쟁이 시작된 풍도(楓島)와 제국의 전함이 러시아를 격침시켰던 바다를 바라보며 일본제국의 역사를 회고하라. | ” |
|   | — 《조선철도여행안내》, 조선총독부 철도국, 1915년:61                                                                         |   |

#### 입장 인원과 입장료
당시 월미도유원지 입장 인원은 다음과 같다.:107
| 연도 | 인원(명) |
| ---- | -------- |
| 1927 | 69,800   |
| 1928 | 72,390   |
| 1929 | 86,640   |
| 1930 | 103,900  |
| 1931 | 81,200   |
| 1936 | 125,000  |
| 1937 | 123,000  |

당시 월미도유원지 입장료는 다음과 같다.:107
| 내역        | 요금                                                                             |
| ----------- | -------------------------------------------------------------------------------- |
| 입장료      | 대인 20전, 소인 10전 (물놀이장 사용료 포함, 단체 20인 이상 체감할인 회수권 발행) |
| 가족탕료    | 80전-1원                                                                         |
| 대실료      | 1원 50전 - 3원                                                                   |
| 홀 사용료   | 30-35원                                                                          |
| 해수탕 호텔 | 3원 50전 - 6원 50전                                                              |
| 별장 요금   | 60-230원                                                                         |

#### "단 한 뼘도 조선인의 땅이 아니었다"

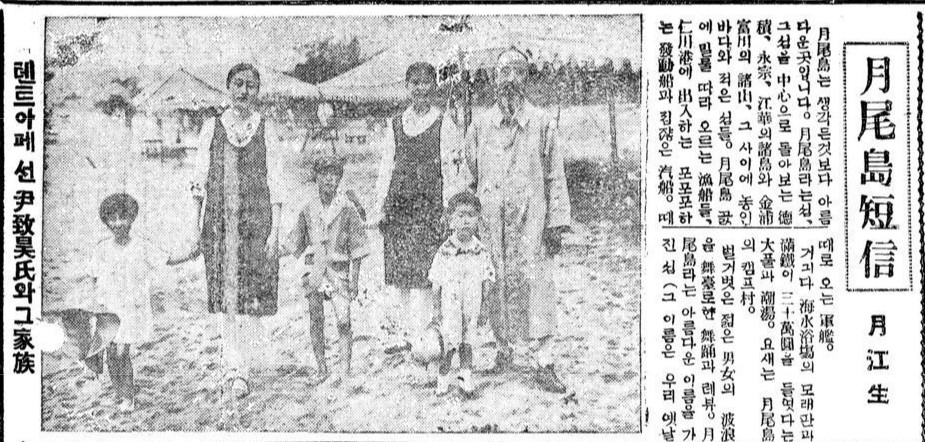
윤치호가 동아일보에 기고한 〈월미도단신〉. 윤치호와 그 가족들이 텐트 앞에 서 있다.

그러나 하루하루 곤궁하게 사는 조선인들에게 월미도 유원지 여행이란 꿈도 꿀 수 없는 일이었다. 친일파 윤치호는 가족과 월미도로 여행을 가기 전 다음과 같이 식민지 근대화론을 설파하는 일기를 남겼다.
1931년 7월 24일《금요일》 흐리고 시원함. 비.
서울 집이다. 오전 8시 30분부터 1시간 동안 많은 비가 내렸다. 비가 그치고 난 뒤 가족들과 함께 해수욕하러 제물포에 갔다. 1883년 내가 푸트 장군과 함께 조선에 돌아왔을 때만 해도 제물포에는 어부들이 높은 언덕 위에 지은 토막(土幕) 외에는 아무것도 없었다. 사람 손길이 닿은 것이라고는 눈을 씻고 보아도 찾아볼 수 없었다. 이조 500년 동안 사람들이 해놓은 일이라고는 그저 언덕과 섬의 나무를 베어낸 것이 전부인 것 같았다. 그러나 일본인은 이 해변과 주변의 작은 섬들을 안락한 주거지와 매혹적인 여름 휴양지로 탈바꿈해놓았다. 월미도는 잘 닦인 도로를 통해 육지와 연결되었고, 섬 전체가 수상 휴양지로 변모되었다. 이 섬의 단 한 뼘도 조선인 소유가 아니라는 사실을 잘 알고 있다. 하지만 누가 그 사실을 비난할 수 있겠는가?
오후 3시 10분 기차로 서울로 돌아왔다.

그는 이후에도 수 차례 조탕을 드나들었다.
한편 오히려 일본인보다 (부유한) 조선인들이 많이 찾아왔다는 증언도 있다.:188-189, 194

### 도둑처럼 광복이 찾아오다
1945년 8월 15일 태평양 전쟁에서 일제가 연합군에게 무조건 항복을 선언하면서 광복은 그야말로 도둑처럼 찾아왔다. 개항 당시 348명에 불과했다가 패전 때 2만 명에 이를 만큼 늘어났던 월미도의 일본인들은 재산을 모두 처분하고 도망하기에 바빴고, 일본 관리들은 공문서를 모조리 태우는 등 조선에서 저지른 행태를 덮는 데 여념이 없었다. 일본인들은 인천을 '조선의 작은 일본, 진센(일본어: 仁川 Jinsen[*])'이라 부를 만큼 인천에 애정이 깊어서, 100명 정도는 1946년까지 버티다가 귀환했다. 이때 이들이 인천역에서 월미도를 굽어보면서 불렀다는 노래가 있는데, 다음과 같다.
| “ | 잘 있거라 인천아 이별 후에도 벚꽃은 무사히 피어나렴 머나먼 고향에서 쓸쓸한 밤에는 꿈에도 울리겠지 월미도야 기차는 떠나가고 항구는 희미한데 이제 이별의 눈물로 외치나니 뜨거운 인사를 받아줘요 그대여 고마웠어요 부디 안녕! | ” |
| — | |   |

8월 27일 일본인들이 미군 상륙을 조금이라도 늦추려고 소월미도 등대를 폭파하고 얼마 지나 9월 8일, 주한미군사령관 하지 중장이 미군 제7보병사단을 태운 함선을 이끌고 월미도 앞바다에 정착한다. 이듬해 4월 미 군정은 월미도를 해안경찰대의 훈련장으로 사용하겠다고 발표했다. 1948년 4월 남한 단독선거를 앞두고 있을 때는 월미도에 방문한 유람객들에게 삐라가 뿌려지기도 했다. 월미도에서 호화로운 생활을 누리고 싶었던 사람이 경감을 사칭하여 극진한 대접을 받다가 정체가 탄로나 동석한 경감에게 체포당하는 일도 있었다. 그리고 2년 뒤 1950년, 한국전쟁이 발발한다.:200

### 한국전쟁이 발발하다

#### 인민군이 월미도를 접수하다
남북에 정부가 수립되자 미군은 1949년 6월 남한에서 철수했고 그 자리에 바로 한국 해군이 들어왔다. 한국 해군은 한국 전쟁이 터지자마자 월미도에서 재빠르게 물러났는데, 북한군이 한강을 넘지 못하고 발이 묶이자 다시 월미도로 돌아왔다. 며칠 후 북한군이 한강을 넘자마자 한국 해군은 완전히 철수를 했고, 곧이어 인민군이 월미도에 들어왔다. 육지가 거의 다 인민군에게 점령된 탓에 도민들은 피난을 갈 수 없었고, 배가 있는 몇몇 가족만 영종도나 작약도로 가까스로 몸을 피할 수 있었다. 그러나 주민들의 예상과는 달리 월미도에서 전투는 일어나지 않았다. 이를 본 피난자 일부는 다시 월미도로 돌아오기도 했다. 당시 18세였던 월미도 주민 이범기는 다음과 같이 증언한다.:202-203
| “ | 해군이 완전히 후퇴한 그날 인민군이 들어왔어요. 그런데 인천에서 월미도 다리를 건너기 전에 얼음공장이 있었는데, 그곳에 인민군이 전차를 세워놓고는 바로 들어오지 않는 거예요. 그때 우리는 작약도로 피난을 가 있었어요. 그리고 며칠 뒤, 아마 한 오후 4-5시 경이었을 거예요. 해가 저물 무렵인데 월미도를 쳐다보니까 인민군 전차가 월미산에 포를 한 세 발 쏘더라고. 시커먼 연기가 치솟았죠. 그런데 연기만 나고 아무 대항이 없었지. 그 후 우리 가족은 배를 수소문해서 다시 월미도 원래 살던 집으로 들어왔어요. 그리고 다시 영종도로 가서 며칠 있다가 월미도로 돌아왔어요. 그 뒤로는 쭉 월미도에 있었어요. 영종도에서 월미도로 올 때 배에서 내리니까 인민군 장교로 보이는 사람이 우릴 부르더니 신분을 물어보고, 뭐 하는 사람이냐, 어디 갔다 오냐고 묻더라고. 피란 갔다 돌아왔다고 하니 이것저것 다 물어본 다음 집으로 보내줬어요. 좀 겁이 났지. 겁이 났는데 내가 죄진 건 없으니까 무슨 일이야 생기겠냐 생각했지요. :203-204 | ” |

#### 인천상륙작전의 성패를 가르는 열쇠가 되다
후퇴를 거듭한 한국군이 낙동강 방어선을 사수한 지 시간이 꽤 되었을 무렵, 맥아더와 미 합동참모본부는 인천상륙작전을 의논하였다.
상륙작전에서 걸림돌이 되는 것은 인천항의 조수간만의 차가 전 세계에서 두 번째로 크다는 것이었다. 짧은 만조 때가 아니면 도저히 배를 댈 수가 없었다. 그 찰나에 모든 병사를 내리지 않으면 썰물 때 드러나는 수km 갯벌에 배가 좌초되어 인민군의 기관총과 박격포 세례를 맞고 참패할 것이었다.:216-217 그런데 그보다 문제가 되었던 것이 바로 월미도였다.
월미도는 평지가 아니라, 고도 105m 월미산이 우뚝 솟은 섬이었다. 월미산에 오르면 인천항 전체가 한눈에 들어왔다. 즉 월미도는 인천항의 '감제고지'였다. 월미도를 무시하고 인천에 상륙하다가는, '상륙군이 가장 약할 때는 바로 상륙할 때'라는 말처럼, 후방에서 인민군이 월미산에 올라 기총소사와 박격포를 퍼부어 상륙군이 몰살당할 게 뻔했다.:218-219

#### 네이팜탄으로 "푹 젖다"[주 3]
그리하여 합참은 1950년 9월 9일 인천상륙작전을 승인하였다. 작전의 첫 번째 단계가 바로 월미도 무력화였다. 그 다음으로는 인천 상륙, 김포 비행장 확보, 서울 탈환이 있었다.:220
당시 인민군은 월미도민과 인천 시내에서 강제로 끌고 온 노무자들을 동원하여 월미산 둘레길을 따라 위 아래 두 줄로 교통호를 내고, 방공호, 벙커, 사격 진지를 구축하였다. 방어 병력은 주로 월미산 서쪽 진지에 배치되어, 고사포, 해안포, 기관총 등으로 무장한 채 바다를 경계했다.
1950년 9월 10일 오전 7시, 주민들이 여느 때처럼 인민군 참호 공사를 하다 새벽에 돌아왔을 무렵, 귀청 터지는 폭탄 소리가 들려온다. 바로 미군 호위항모에서 출격한 항공기 14기가 돌아가면서 네이팜탄 95개를 월미도 동쪽에 투하한 것이다. 월미도민들의 집은 대부분 초가집이어서 집 한 채가 불길에 금방 주저앉았다. 네이팜탄 특유의 절대 사그라들지 않는 불똥이 마을 곳곳에 튀면서 마을은 순식간에 불바다가 되었다. 도민들은 살아남기 위해 섬을 벗어나는 다리로 뛰었다. 그런데 이번에는 폭격기가 다리에 모여 있는 사람에게 기관총을 드르륵 쏘았다. 몸을 숨겼다가 폭격기가 시야에서 사라지자마자 갯벌을 가로질러 달린 주민들에게도 폭격기는 기관총을 쐈다. 폭격기는 월미도 상공을 선회하다 주민들이 보이면 급강하하여 기관총을 쏘고 다시 올라가기를 반복하였다. 폭격은 낮 12시 경에야 멎었다.:224-235
살아남은 주민들은 폭격 현장으로 돌아왔다. 시신들은 대부분 새까맣게 타서 신원을 알아볼 수가 없었다. 이 폭격으로 약 100여 명이 죽었다.:85 마을과 유원지는 잿더미가 되었다. 그런데 미군 기지는 멀쩡했다. 작전상 폭격 대상 지역이 아니었기 때문이다. 그러나 월미도 주민들은 미군 기지로 도망칠 수 없었는데, 철조망이 가로막고 있었기 때문이다.:236
주민들은 감자를 캐어먹어 주린 배를 채웠다. 이튿날 11일은 폭격이 없었다. 사람들은 시신을 수습하여 가매장을 했고, 12일 폭격이 다시 시작되자 급히 마을을 떴다. 이때까지만 해도 이들은 전쟁이 끝나면 고향으로 돌아올 줄 알았다.:237

##### 미군이 '녹색해안'을 점령하다

###### 오전 5시
10일과 12일 두 차례에 걸쳐 민간인을 사살한 미군은 15일 오전 5시에 콜셰르 폭격기 8대를 동원하여 이번에는 섬 전체에 폭격을 퍼부었다. 인민군은 이에 대응 사격을 하였으나 별 타격은 없었다. 폭격기가 물러나자 순양함 6척과 구축함 4척이 월미도에 함포 사격을 가해 인민군 참호를 파괴했다.:248-250

###### 오전 6시

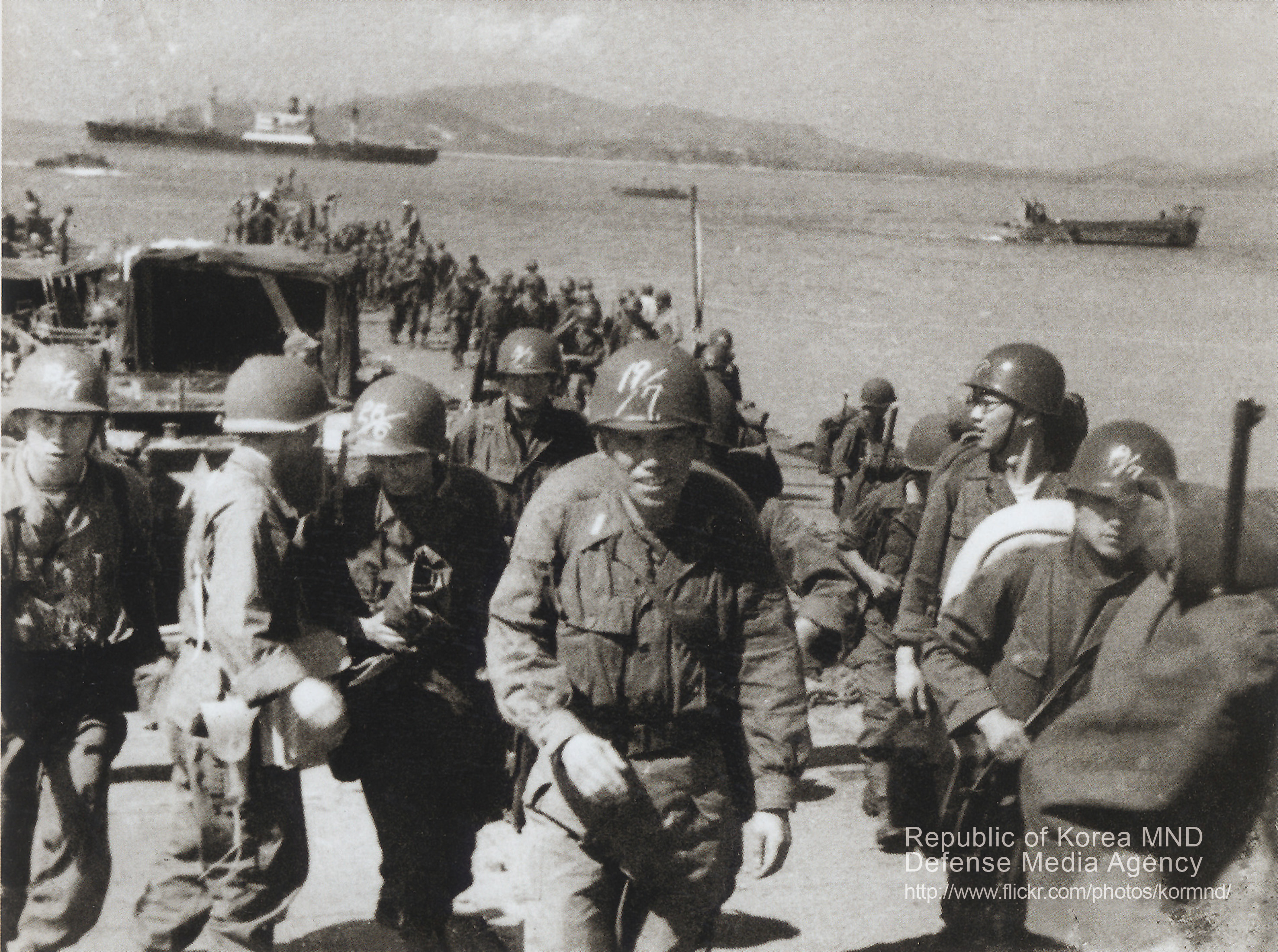
월미도에 상륙하는 국군 17연대.

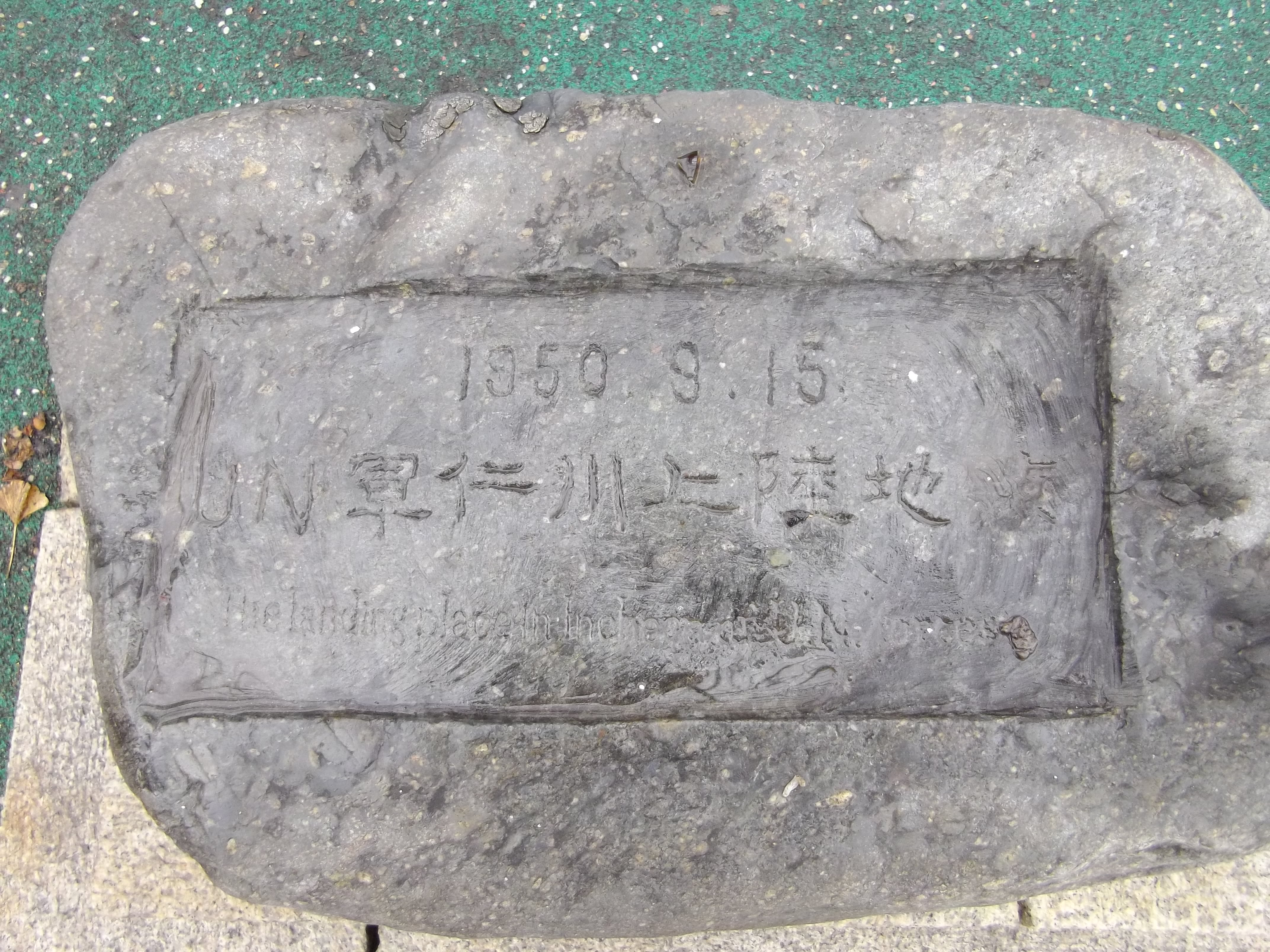
녹색해안 상륙지 비석.

6시, 만조 때는 해병대원들이 탄 상륙주정에 출발 신호가 떨어졌다. 원을 그리며 선회하던 상륙주정들은 '녹색해안(그린비치, 월미도 북쪽 해변)'으로 돌진했다. 이때 로켓포함 3척이 월미도 북쪽으로 접근하여 5인치 포탄을 1천여 발 사격해 상륙지점에 '화막'을 형성하여 해병대원을 엄호하였다.:250-251
상륙 예정 시각이 가까워지자 함대는 포격을 한꺼번에 멈췄다. 상륙정들은 월미도로 전속력으로 달렸다. 6시 31분, 예정 시각을 딱 1분 넘기고 상륙정 7척이 해안에 닿았다. 항공기는 40-50미터 전방을 기총소사로 훑고, 해병대원들이 쏟아져 나왔다. 이때 두 번째 대열도 해안에 닿았다. 그러나 인민군은 별다른 공격을 하지 않았다. 대오를 정돈한 미군은 월미산 정상으로 치고 올라갔다. 세 번째로 도착한 전차 중대에서는 탱크와 도저전차, 화염방사기 전차가 상륙했다. 인민군은 이미 폭격을 견디느라 전의를 잃은 상태였다. 간혹 저항하는 인민군은 탱크가 진지 입구로 포탄을 쏘거나 도저전차가 흙더미를 밀어붙여 산 채로 땅에 묻어버렸다.:251

6시 55분, 해병대원들은 월미산 정상을 점령하고 UN기를 게양했다. 마운트 맥킨리 함에서 작전 상황을 망원경으로 지켜보던 맥아더는 미소를 지으며 말했다. 
| “ | 이제 끝났군. 내려가서 커피나 한 잔 하지.:251 | ” |

##### 왜 하필 마을에 집중 폭격을 했나?
인민군의 방어 병력은 대부분 월미산 서쪽 진지에 주둔하고 있었다. 그런데 폭격기는 주민들이 살던 월미도 동쪽 마을을 무차별 폭격했다. 미군이 주민들의 존재를 몰랐던 것일까?
진실화해위원회에 따르면 미군도 알았을 가능성이 크다. 미군은 해방 직후 마을 바로 앞에 기지를 세운 바 있다. 게다가 미군은 상륙작전을 준비할 때 인천에서 근무한 경험이 있는 군인들을 불러 정보를 얻었다. 민간인 마을이 있었음을 몰랐을 수가 없다. 미군이 마을까지 집중 폭격한 것은 인천에 파견된 정보장교 클라크 대위가 "월미도에 인민군이 1천 명 정도 있다"고 보고했기 때문이었다. 그런데 함명수 소령이 지휘한 한국 해군 첩보대의 조사에 따르면 월미도에는 인민군이 400명 있었다. 상륙작전이 끝나고 인민군 포로를 심문해보니 인민군은 400명이 맞았다. 그럼 나머지 600명은 누구인가? 바로 1950년 9월 당시 월미도에 살던 120가구 600여 명 주민들이다. 즉 클라크 대위는 주민들과 인천에서 들어온 노무자까지 싸잡아 인민군으로 보고했고, 미군은 월미도의 방어 상태를 실제보다 과장하여 알게 되었다.:242-245 이렇게 민간인이 있음을 확인하지 않은 것은 전시 민간인 보호에 대한 제네바 협약, 민간인이 입는 피해가 군사적 이익을 초과할 우 공격을 삼가야 한다는 비례의 원칙, 기타 국제인도법 상 전쟁규범을 어긴 것이다.:86-87

### 월미도 주민들이 고향을 눈앞에 두고도 발걸음을 돌리다
전쟁이 끝난 후 피난에서 돌아온 30여 가구 남짓한 월미도민들은 월미도로 돌아오려 했다. 1942년 '묵은마을'에서 이전해 올 때 월미산 기슭의 완만한 경사면을 7층으로 턱이 지게 깎아서 터를 마련한 뒤 집을 지은 '해안마을'은 미군이 도저전차로 밀어버려 흔적도 없이 사라지고, 평지만 덩그러니 남아 있었다. 도민들은 사라진 마을을 재건하려 하였으나, 다른 폭격지와는 다르게 월미도는 폭격 후에도 미군부대가 그대로 주둔한 탓에 도민들은 월미도가 엎어지면 코 닿을 거리에 있는데도 들어갈 수 없었다. 미군은 월미도와 인천을 잇는 다리를 철저히 봉쇄하였다. 결국 이들은 다리 입구에 있는 미군 부대 초소 옆 얼음 창고에서 지내다가, 근처에 판자촌을 지으면서 월미도로 돌아갈 날만 손꼽아 기다렸다. 1952년 3월 주민들은 인천시장에게 처음으로 진정서를 냈는데, 이때 표양문 인천 시장은 "지금 미군이 저렇게 들어와 있으니 어쩌겠나. 걱정하지 마라. 미군이 나가면 다시 들어가 살게 해주겠다."라고 답했다. 판잣집 마을은 200가구까지 불어났으나 80년대에 개발로 강제 철거되고 만다.:260-267, 269
한국전쟁 때 폭격당한 사람들은 월미도민 말고도 많다. 그런데 월미도 미군폭격 사건은 여타 폭격과 좀 달랐다. 다른 사람들은 집이 폭격되어도 그 자리로 돌아가 새로 시작할 수 있었는데, 미군은 월미도 주민들의 집터 자체를 빼앗았다. 하물며 일본조차도 1904년 월미도를 군사기지로 만들 때 섬 북쪽에 있는 마을을 강제 철거했지만 동쪽에 살 자리를 따로 내주고, 1942년 선착장을 지으려고 그 마을을 헐 때도 다시 집터를 마련해주었다. 그런데 미군은 군사기지만 짓고 주민들은 외면했다.:268

#### 미군이 물러가자 한국군이 들어오다
시간이 좀 지나서 1969년, 닉슨 대통령이 주한미군을 대폭 철수시킨다고 발표하자 주민들은 고향으로 돌아갈 수 있다는 희망을 품었다. 그런데 1971년 7월 20일 미군이 떠나자마자 한국 해군 제 2함대 사령부가 들어온 바람에 주민들은 여전히 고향에 돌아갈 수 없었고, 박정희 독재 정권 시절이었기 때문에 감히 항의할 생각도 못했다. 사실 월미도에서 철수하면서 기지 전체를 한국 국방부에 인계할 때 국방부는 월미도에 소유자가 불분명한 땅이 있음을 파악했다. 월미도민들의 마을이 있던 땅이었다. 그러나 국방부는 소유자를 찾으려고 노력하기는커녕 해군에게 땅을 전부 국유화하라고 통보하였다. 이는 처음에는 군대 내 일이므로 아무도 모르고 있다가, 2005년 한인덕 월미도 귀향대책위원회 위원장이 발견하였다.:268-270

### 도민들이 귀향대책위를 꾸리다

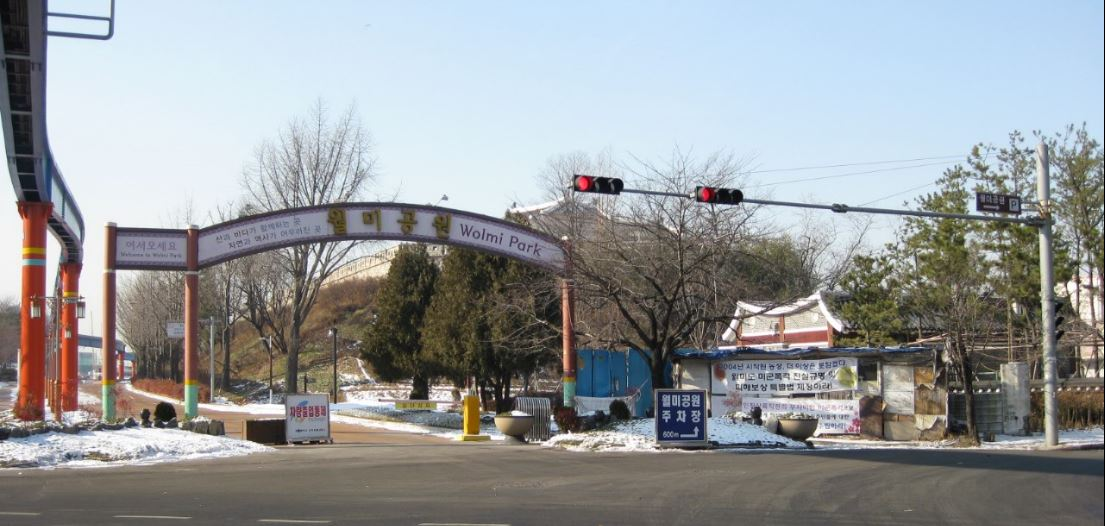
월미공원 입구 옆 귀향대책위원회 농성장. 2004년 10월 7일 첫 농성을 시작으로 매일 회원들이 순번을 정해 농성장을 지켰다. 처음에는 열두 시간씩 교대로 밤낮없이 농성했지만, 현재는 하루 한 명이 주간에 농성을 하고 있다.

국방부와 인천시 등에 계속 진상규명, 배상, 귀향을 요구하는 진정서를 넣던 도민들은 1997년 '귀향대책위원회'를 꾸리고 조직적으로 움직이기 시작하였다. 그런데 때마침 2001년 해군이 철수한다는 소식이 들렸고, 도민들은 다시 귀향할 기대에 들떴다. 그러나 국방부가 주민과는 의논 한 번 없이 마을 부지까지 모두 인천시에 팔아버린 데 이어 인천시가 거기에 공원을 조성하겠다고 계획을 발표함으로써 도민들은 또다시 국민의 피해를 모른 척하는 정부와 힘겨운 투쟁을 벌여야 하는 처지에 놓이고 말았다. 이들은 2004년 10월 17일부터 지금까지 매일 월미공원 앞에서 농성을 벌이고 있다.:268-282
2005년 한인덕이 위원장으로 취임한 뒤 귀향대책위원회는 고령의 도민들이 세상을 뜨기 전에 하루빨리 사과, 배상, 귀향을 쟁취하기 위하여 인천시청 앞 1인시위를 하는 등 적극적인 요구에 나섰고, 인천의 시민단체, 언론, 지자체, 일부 국회의원들이 차츰 월미도민 배상 문제를 인식하게 되었다.

#### 진실화해위원회가 배상 결론을 내리다
2006년 4월 귀향대책위원회는 진실화해를 위한 과거사 정리 위원회에 진실 규명 신청서를 제출하였고, 2008년 진실화해위원회는 '월미도 미군 폭격 사건'에 '진실 규명 결정', 즉 월미도민이 입은 피해는 국가가 책임을 지고 배상을 해야 한다는 결론을 내렸다.:278-284 다음은 진실화해위원회가 정리한 《월미도 미군 폭격 사건 진실규명결정서》의 '결정 요지'이다.
1. 월미도 거주 민간인들은 한국전쟁 시기인 1950년 9월 10일 인천광역시 월미도 마을에 가해진 미군의 폭격으로 집단희생되었다. 폭격은 리차드 루블(Richard W. Ruble) 제독의 해병항공단 제15항모전단 항공기들에 의해 월미도를 무력화시키는 작전의 일환으로 발생하였다. 항공모함에서 이륙한 해병항공기들(VMF-214, 323)은 95개(tank)의 네이팜탄을 월미도 동쪽지역에 투하하고 기총소사하였다. 이 집중폭격으로 동쪽지역의 건물, 숲 등과 함께 민간인 거주지도 완전히 파괴되었다.
2. 본 사건의 희생자 중 신원이 확인된 사람은 정용구(鄭龍九) 등 10명이다. 실종자 및 남은 가족이 타지로 이동하여 진실화해위원회가 신원을 확인할 수 없는 희생자까지 포함하면, 실제 희생자는 100여 명까지로 추산된다.
3. ‘월미도 미군폭격 사건’은 미군의 인천상륙작전에 선행하여 월미도 점령을 위한 작전계획 하에서 발생했다. 당시 유엔군은 상륙작전을 통해 전세를 뒤집으려했고 월미도는 인민군이 주둔했던 인천의 관문으로서 반드시 무력화시켜야 할 전략적 위치에 있었다.
4. 당시 미군은 월미도 동쪽에 민간인 집 주거지가 있다는 것을 알고 있었을 가능성이 매우 크다. 그러나 미군은 상륙작전에서 인민군의 예상치 못한 반격으로 자국 군인에게 큰 피해가 초래될 수도 있다는 판단 하에 모든 불확실성을 없애려는 작전 개념을 세운 것으로 보인다. 또한 9월 13～14일 함포사격작전의 사전작업으로 인민군의 방어시설을 숨겨주는 은폐물을 없애려는 것이 폭격의 주요 목표였다. 따라서 미군은 다수 민간인 거주지를 포함한 월미도 동쪽 전체를 집중폭격했다.
5. 미군의 월미도 폭격에 한 군사적 필요를 인정하고 적을 기만해야 할 군사적 필요가 컸다고 하더라도, 폭격 이전 폭격지점 선정에서나 폭격 중 식별할 수 있었던 민간인들에 대하여 그들의 희생을 줄이려는 조치가 취해질 수 있었다. 하지만 월미도 폭격의 경우 그러한 노력의 흔적은 어디에서도 확인되지 않는다. 민간인 희생을 줄이기 위한 최소한의 조치도 없이 월미도 전체를 무차별 집중폭격하고 육안으로 식별가능한 고도에서 주민에게 기총소사까지 한 것은 국제인도법, 전쟁법의 민간인 면제규범에 의한 민간인 구별의 원칙, 비례의 원칙에 위반된 작전이라는 비난을 면할 수 없다.
6. 월미도 주민들은 거주지가 인천상륙작전의 성패를 가름하는 핵심지역이 되면서 민간인 면제규범에 따른 보호도 받지 못하고 전쟁의 혹독한 피해를 입었다. 전쟁이 끝난 뒤에도 월미도는 군사기지가 되었고, 그에 따라 유족과 거주민은 50년이 넘도록 고향으로 되돌아가지 못하여 큰 고통을 겪고 있다.
7. 진실화해위원회는 본 사건의 진실이 규명됨에 따라 한국정부에 미국과의 협상을 통하여 본 사건의 피해에 대해 실질적으로 보상할 수 있는 방안과 함께 월미도 원주민들의 귀향 및 위령사업 지원, 가족관계등록부 정정을 비롯한 명예회복조치 등을 적극 강구할 것을 권고하였다.

그러나 주민들은 아직도 배상을 받지 못했다. 2006년 한광원 열린우리당 의원이 특별법을 발의했으나 '한국 전쟁 때 폭격당한 사람이 한둘이 아닌데 어떻게 월미도 주민들에게만 배상을 하느냐'라는 논리에 막혀 입법이 무산되고, 진실화해위원회가 배상 결론을 내린 뒤에도 2012년 문병호 국민의당 의원이 발의한 특별법은 계류, 폐기되었다. 2017년 3월 7일 안상수 자유한국당 국회의원을 비롯해 인천 지역 여야 국회의원 10명이 공동 발의한 '월미도 군부대 설치에 따른 월미도이주자의 보상에 관한 법률안'도 2018년 9월 현재까지 국회에 계류되어 있다. 이 법에 대해서 국방부는 여전히 '형평성이 맞지 않다'라며 배상 불가 입장을 고수하고 있다.:283, 291 2013년 11월 14일에는 월미도 원주민들이 국가에 제기한 손해배상 소송에서 서울고등법원은 국가승소(확정) 판결을 내렸다. 그런 와중에도 귀향대책위원회의 고령 회원들은 하나둘씩 세상을 떠나고 있다.

한인덕은 인천상륙작전을 성공시키려고 월미도 폭격을 한 것은 이해하지만, 그 과정에서 국민을 모른 척 한다면 그것은 "국민을 위한 정부가 아니다"라고 말한다.
| “ | 대한민국을 회복하기 위해서 어쩔 수 없이 희생시킬 수밖에 없었다. 이해를 한다 이거야. 국가가 먼저니까 이해를 하지만, 희생당한 국민의 삶과 귀향 문제는 해결해줘야 하지 않나요. (중략) 그런데 과거는 과거다, 나는 모른다는 식으로 하면 어떻게 이게 국민을 위한 정부냐 이거죠. (중략) 강제로 불 지르고 내쫓아 버리고는 그게 무슨 소리야. 비유를 하자면 내게 자식이 있는데 자식을 두들겨 패서 내쫓아버린 거예요. 그리고 집에 못 들어오게 문 잠가버린 거야. 똑같은 거잖아요. 자식이 바깥에 나가서 잘 살면서 엄마 그리워하지도 않고 문 열어 달란 말도 안 하면 괜찮은데, 62년 동안 '엄마 문 좀 열어줘, 문 좀 열어줘' 하는 거랑 똑같다는 거지. 국가는 '나는 너 안 봐. 몰라' 그러는 거고. -한인덕 구술:279-280 | ” |

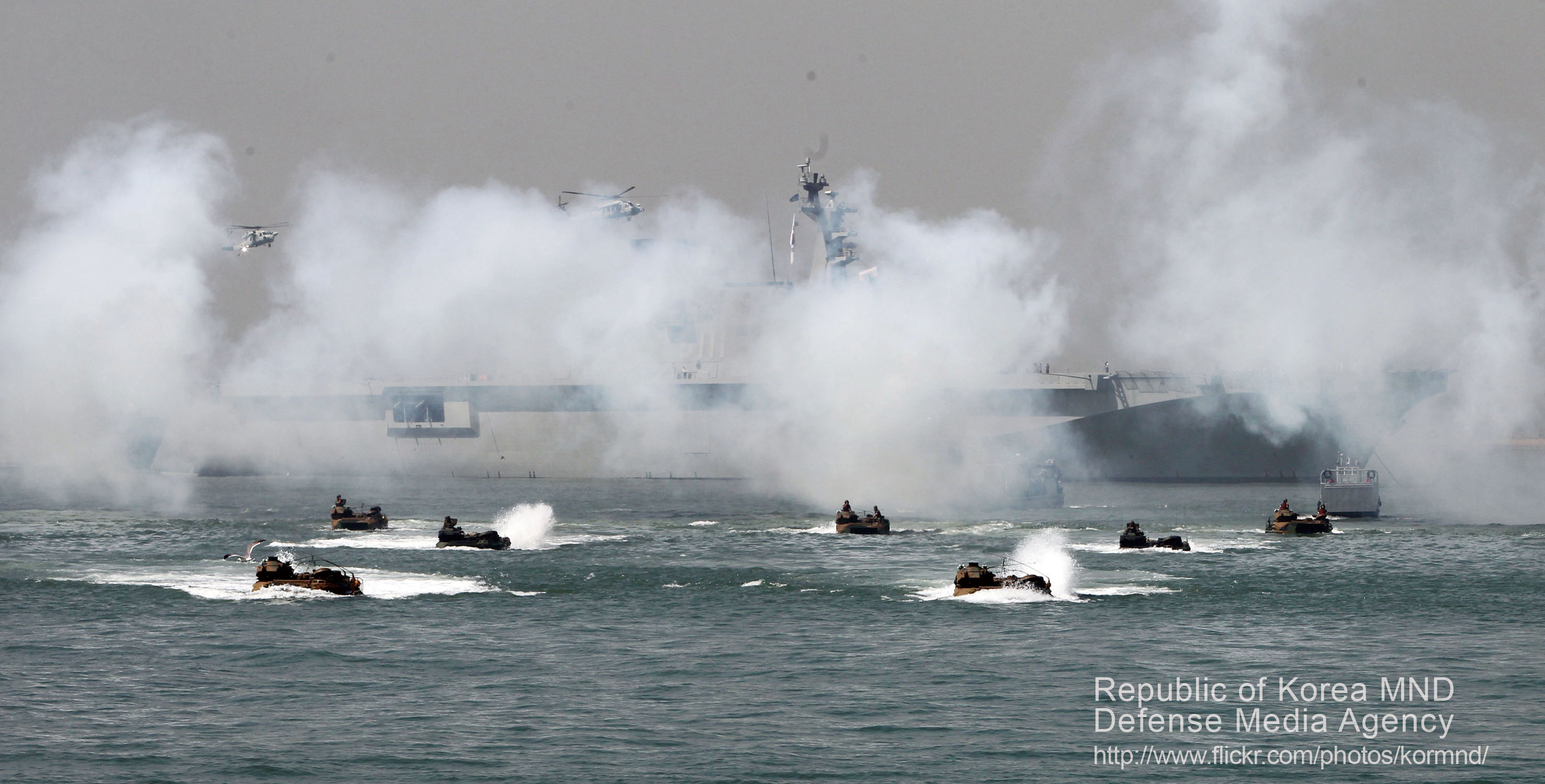
국방부가 주최한 인천상륙작전 제60주년 기념 재연행사. 2010년 9월 15일.

국방부에서는 매년 9월 '인천상륙작전 승전 기념식'을 주최한다. 다른 한쪽에서는 월미도의 유가족들과 주민들이 매년 9월에 '월미도 미군 폭격 희생자 위령제'를 지내오고 있다.:278-286 수많은 정치인들이 인천상륙작전 기념식에 참석했지만, 지금까지 위령제를 방문한 정치인은 단 한 명도 없었다. 인천상륙작전의 그림자는 이렇게 잊혀 간다.

## 시설

### 월미공원

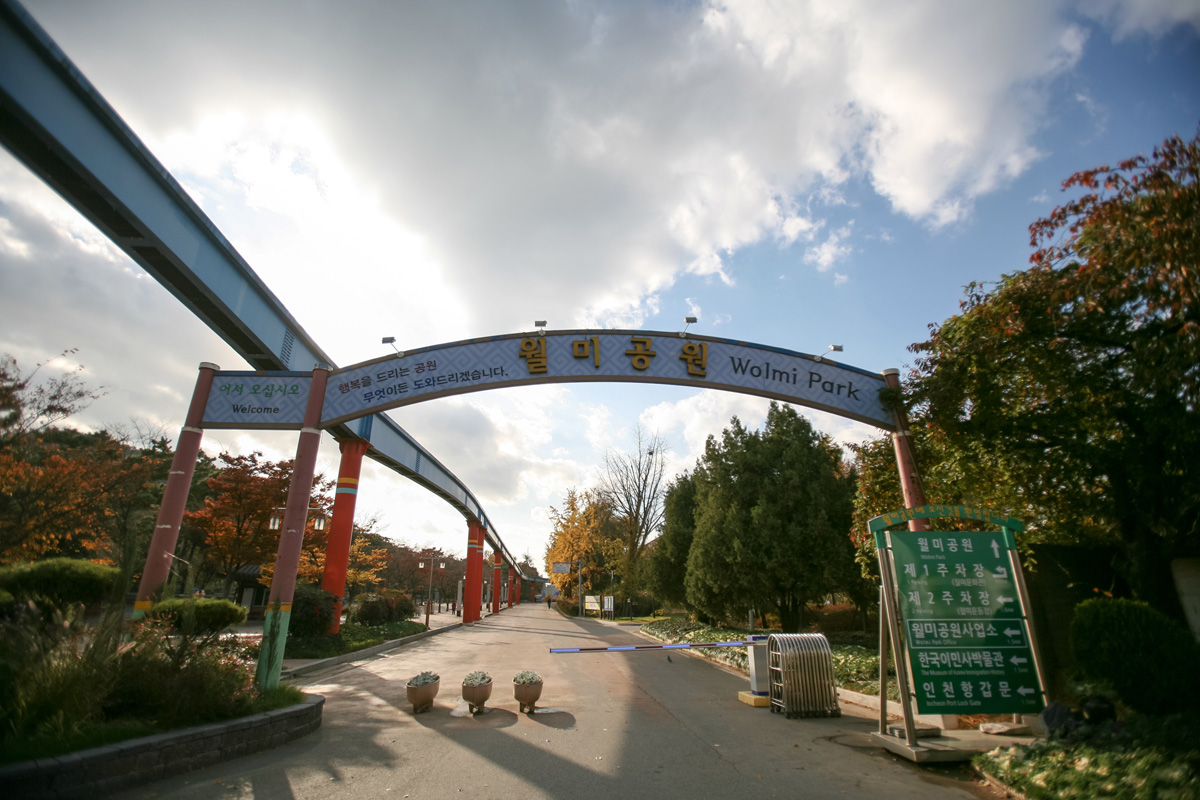
월미공원 입구. 오른쪽에는 월미도 귀향대책위원회 농성장이 있으나 잘려 보이지 않는다.

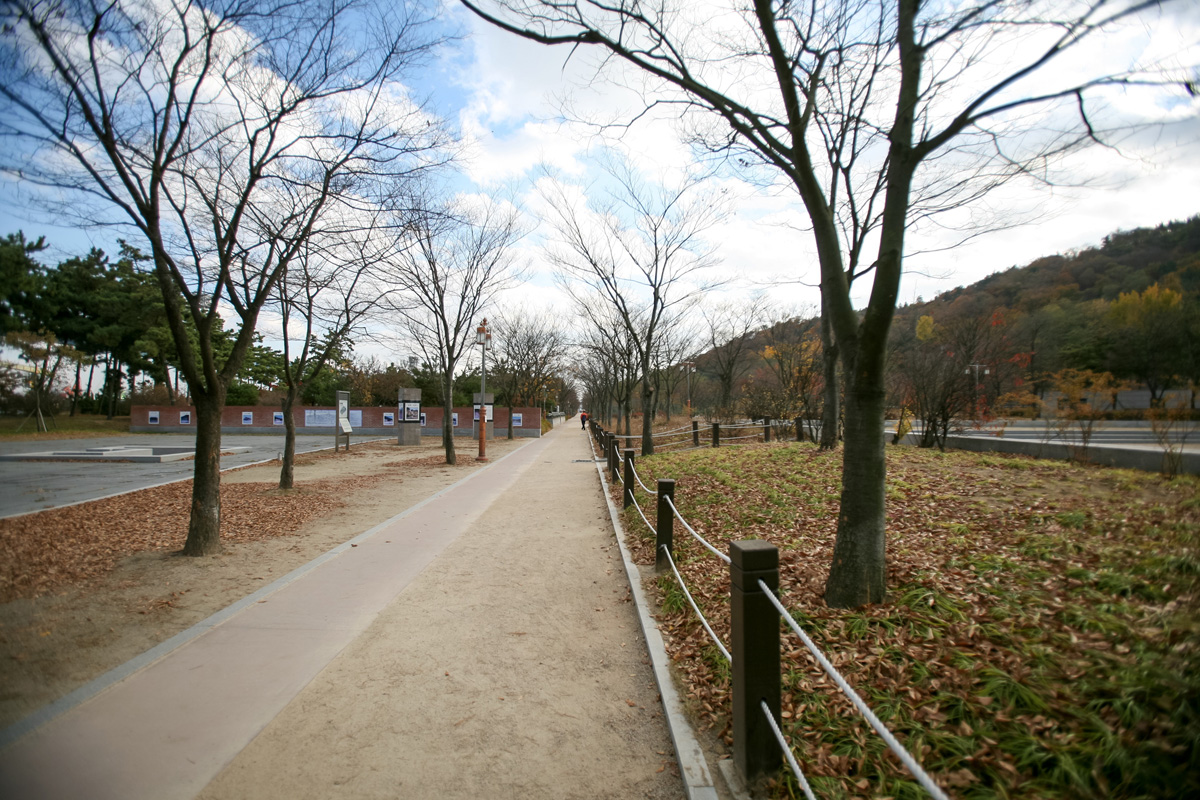
산책로

2001년 월미도민들은 아랑곳하지 않고 인천시가 국방부에게 월미도 부지 전체를 인계받아 월미공원을 조성하여 시민들에게 개방하였다. 군부대가 50년 간 주둔(방치)한 곳이라 자연환경이 그대로 보존되어 있다. 해송, 산벚나무, 상수리나무 등이 군락을 이룬 자연림과 너구리, 다람쥐, 고라니 등의 야생동물, 오목눈이, 박새, 곤줄박이 등 다양한 종류의 조류들이 서식하고 있다.
월미숲의 나무들을 자세히 살펴보면 어린 밑둥이 잘려나가고 그 곳에 수많은 가지들이 자라서 큰 나무를 이루고 있다. 나무들에게도 가지가 잘려나가고 몸통이 쪼개지고 뿌리에 폭탄의 파편이 박혀 있는 등 전쟁으로 인한 상처가 남아 있다. 전쟁의 시련을 이겨내고 더 단단하고, 더 아름다워진 나무들을 보며 자연과 역사가 주는 교훈을 느낄 수 있다.

#### 한국전통정원

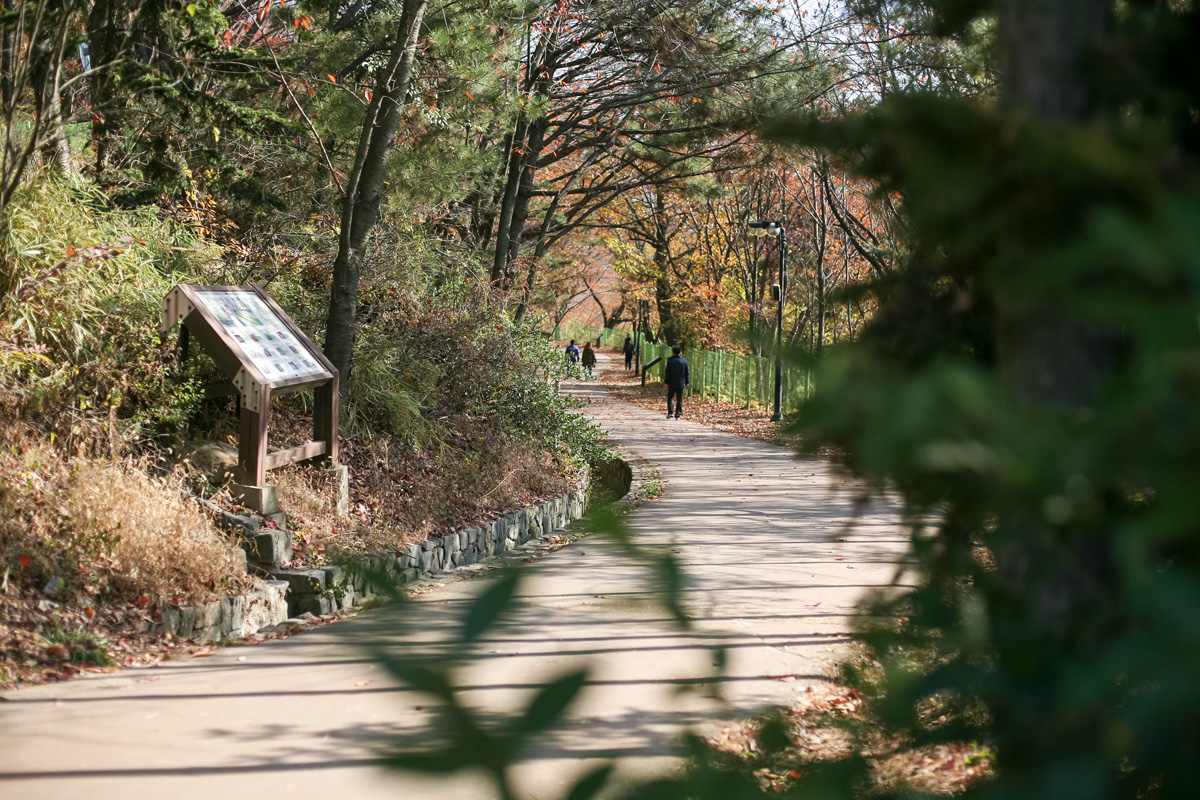
경내

월미공원이 개방되면서 공원조성계획에 의해 조성된 한국전통정원이 있다. 정원 유형으로는 궁궐정원, 별서정원, 민가정원이 있다. 궁궐정원에는 창덕궁의 연못 부용지, 연꽃이 가득한 연못 애련지, 아미산굴뚝 및 화계가 있고, 별서정원에는 국담원, 소쇄원, 서석지가 있다. 민가정원에는 전통 건축 양식의 양진당과 초가, 인공 연못, 개울, 논 등 다양한 볼거리가 있다.

#### 월미문화관

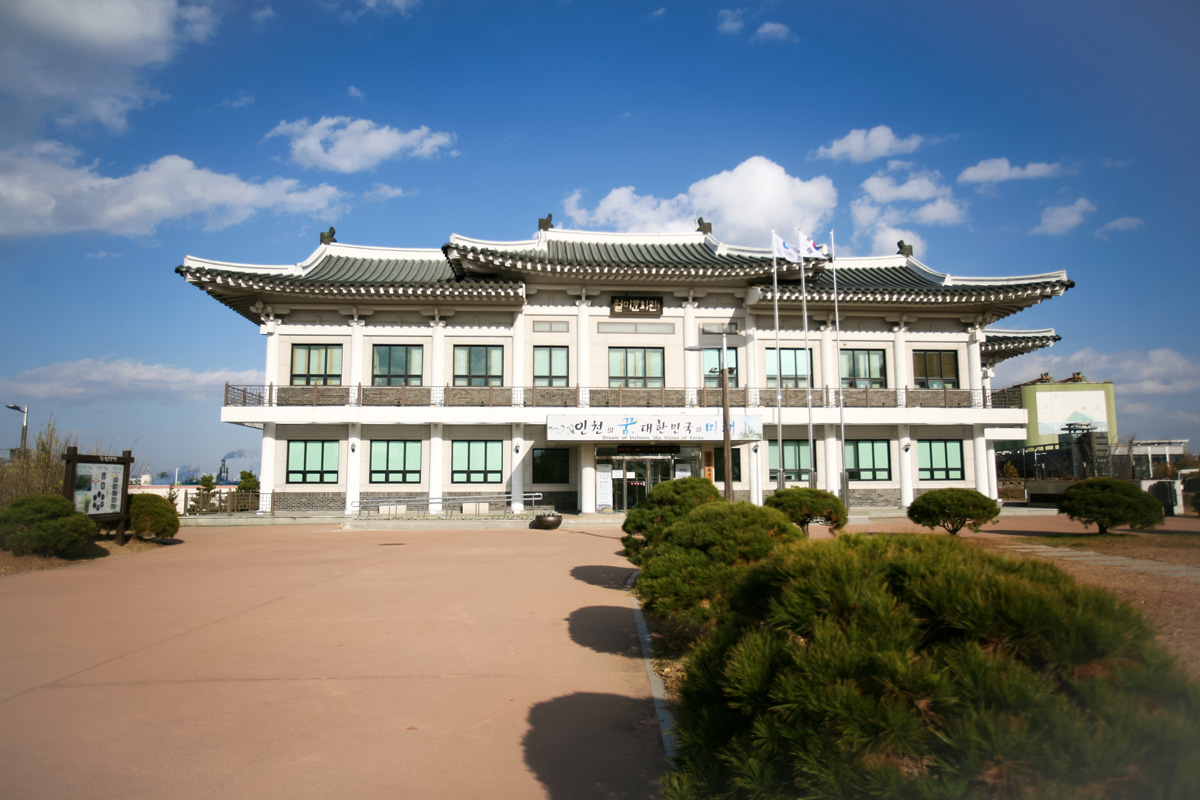
입구

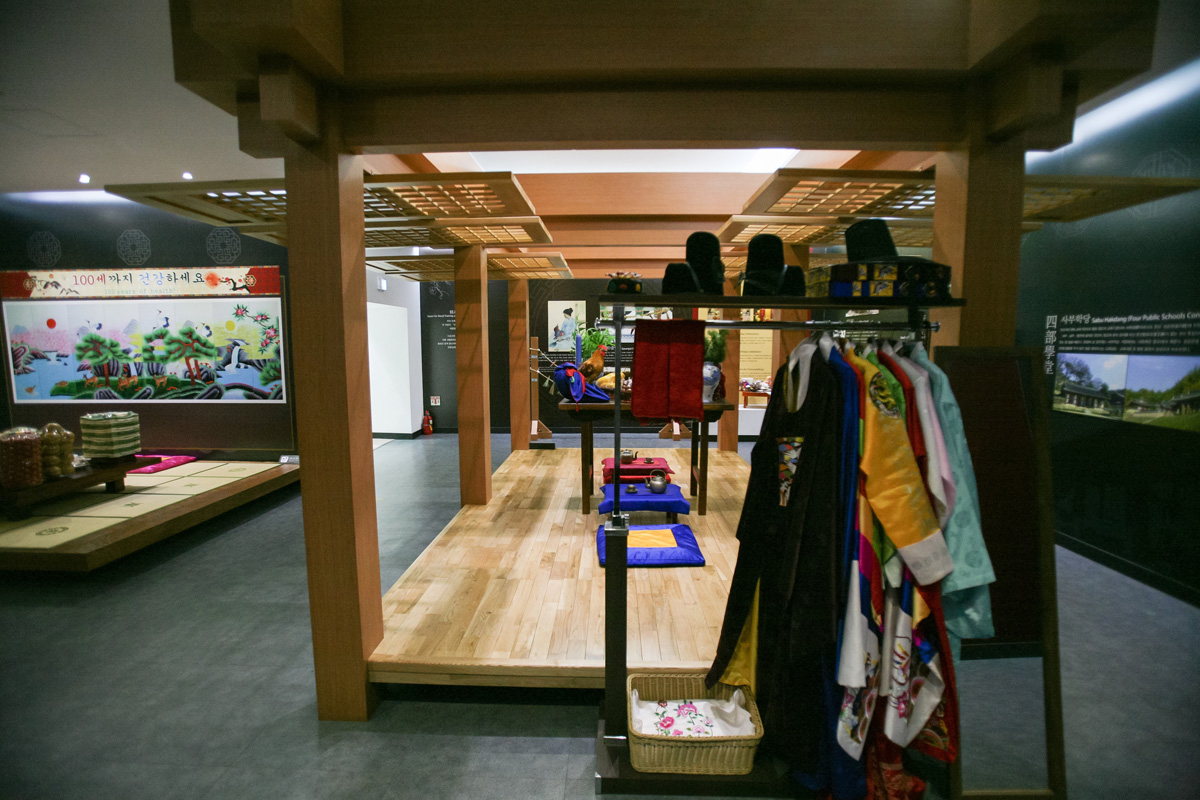
궁중의상체험실

월미문화관의 1층은 전통문화전시관으로 생활문화전시실, 궁중문화전시실, 기획전시실로 꾸며졌다. 관혼상제, 서당과 향교 같은 교육과정, 종묘 제례악 등 궁중음악과 궁중음식, 왕의 경연과 일과 등을 볼 수 있다. 한복 입어보기 체험을 할 수도 있다. 전통혼례복과 왕가의 궁중복식, 신발과 가채 등이 준비되어 있다.
지하층 한식체험관에서는 한식체험활동을 할 수 있다. 전통떡, 김치, 궁중삼계탕, 궁중떡볶이, 불고기 등의 다양한 음식 만들기와 맛보기 체험이 준비되어 있다. 사전 예약 후 체험할 수 있다.
문화관 입구에서는 소망엽서함과 느린우체통을 운영하고 있다. 소망엽서를 친구나 가족에게 작성하여 느린우체통에 넣으면 1년 후에 발송한다. 1년 후에 엽서를 받고 깜짝 놀랄 표정을 생각하며 편지를 써보면 좋은 추억이 될 것이라고 한다.

#### 월미유람선
월미유람선은 주식회사 월미도해양관광이 운영한다. 배는 2017년 건조된 신규 선박 뉴코스모스호로, 규모는 700톤, 전장은 401m, 선폭은 11m, 승선정원은 670명인 3층짜리 크루즈이다. 3층 전망대에서 날아드는 갈매기 떼를 볼 수 있다. 공연크루즈(A코스)는 월미도-영종대교-아라뱃길 서해갑문 앞-월미도를 돌고, 불꽃크루즈(B코스)는 월미도-영종도 앞바다-인천대교-월미도를 돈다.

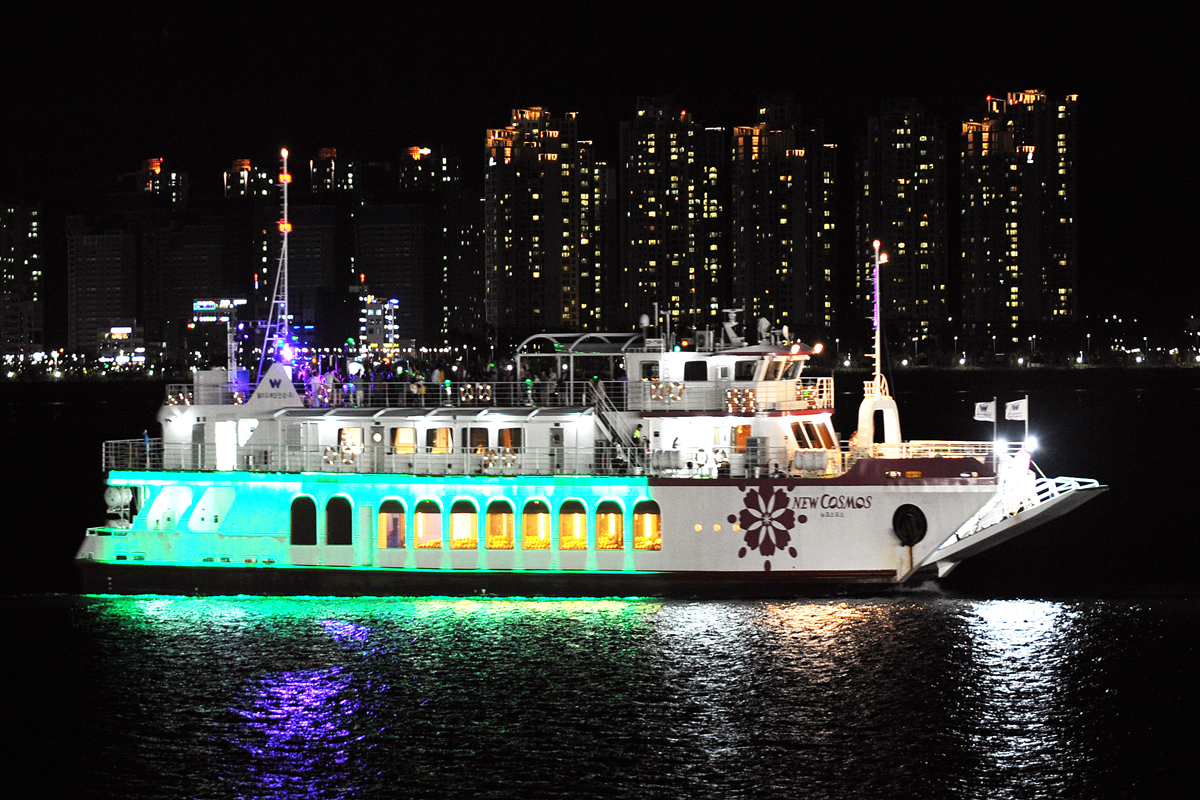
야경
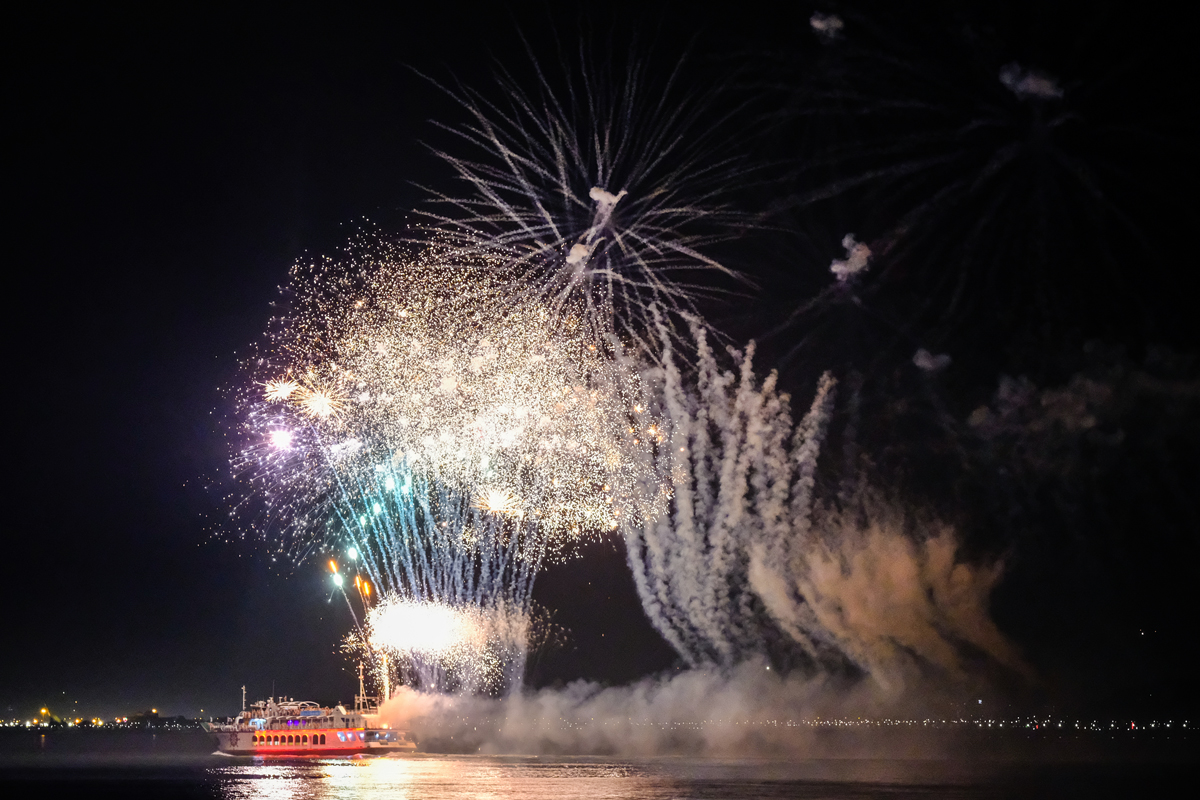
불꽃놀이
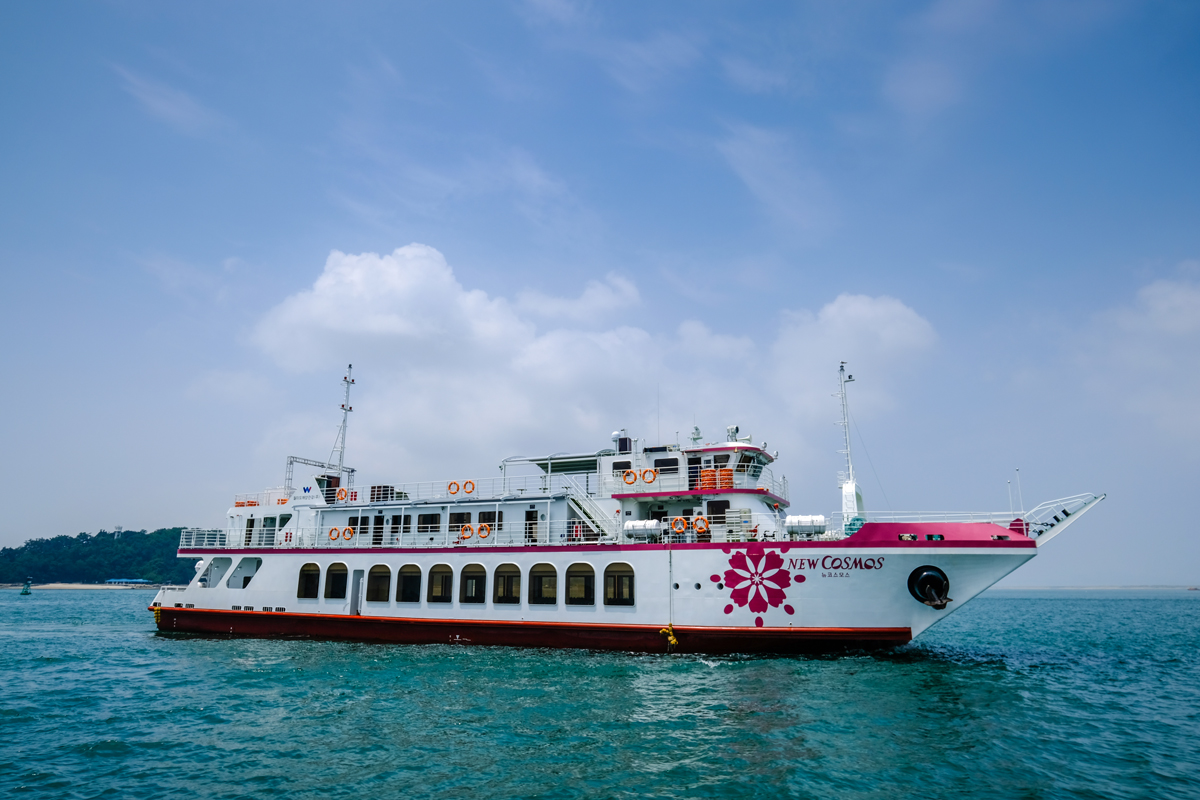
주경
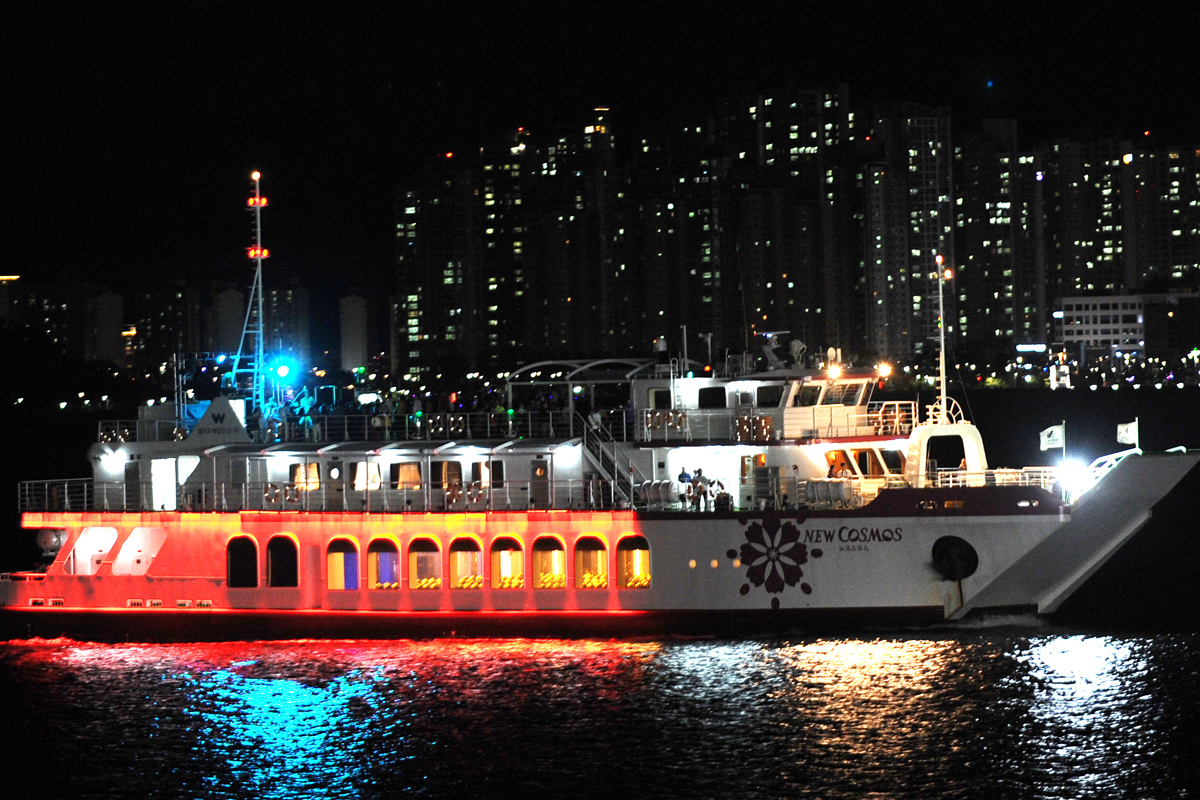
야경
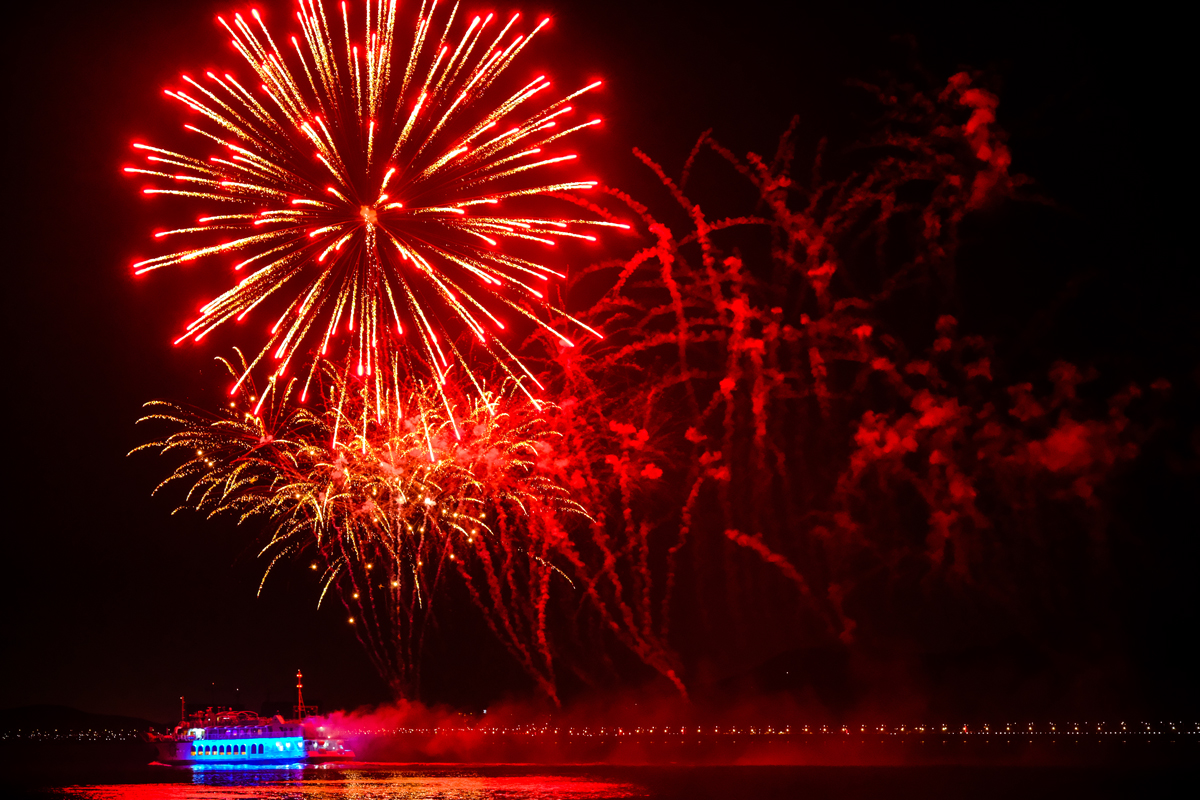
불꽃놀이
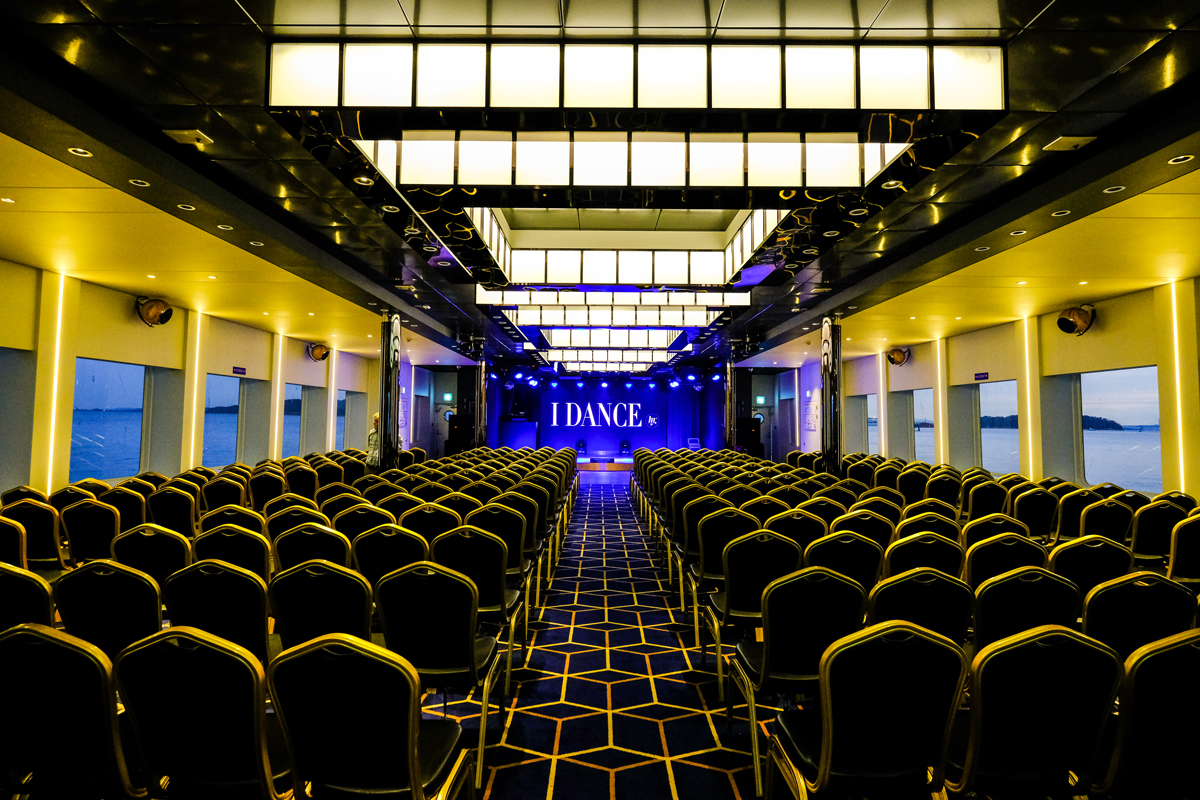
내부
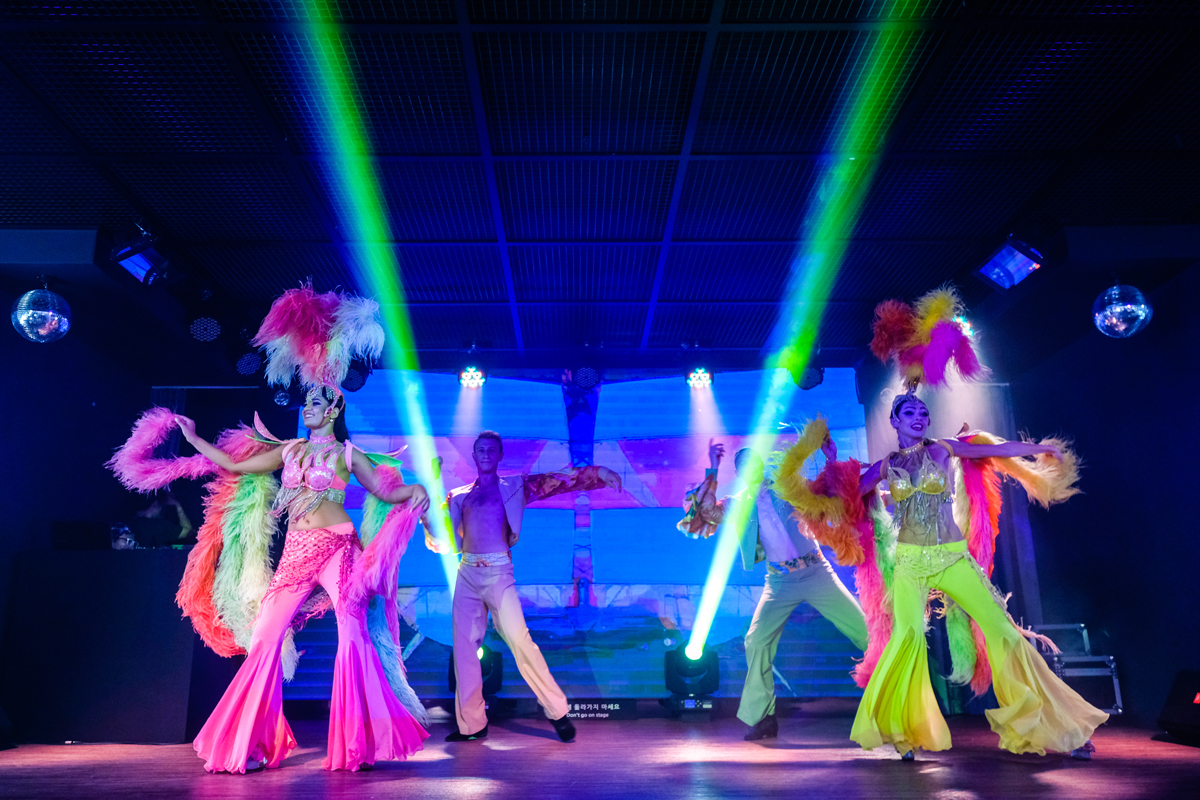
유람선 내에서 열린 러시아 공연

### 월미 문화의거리

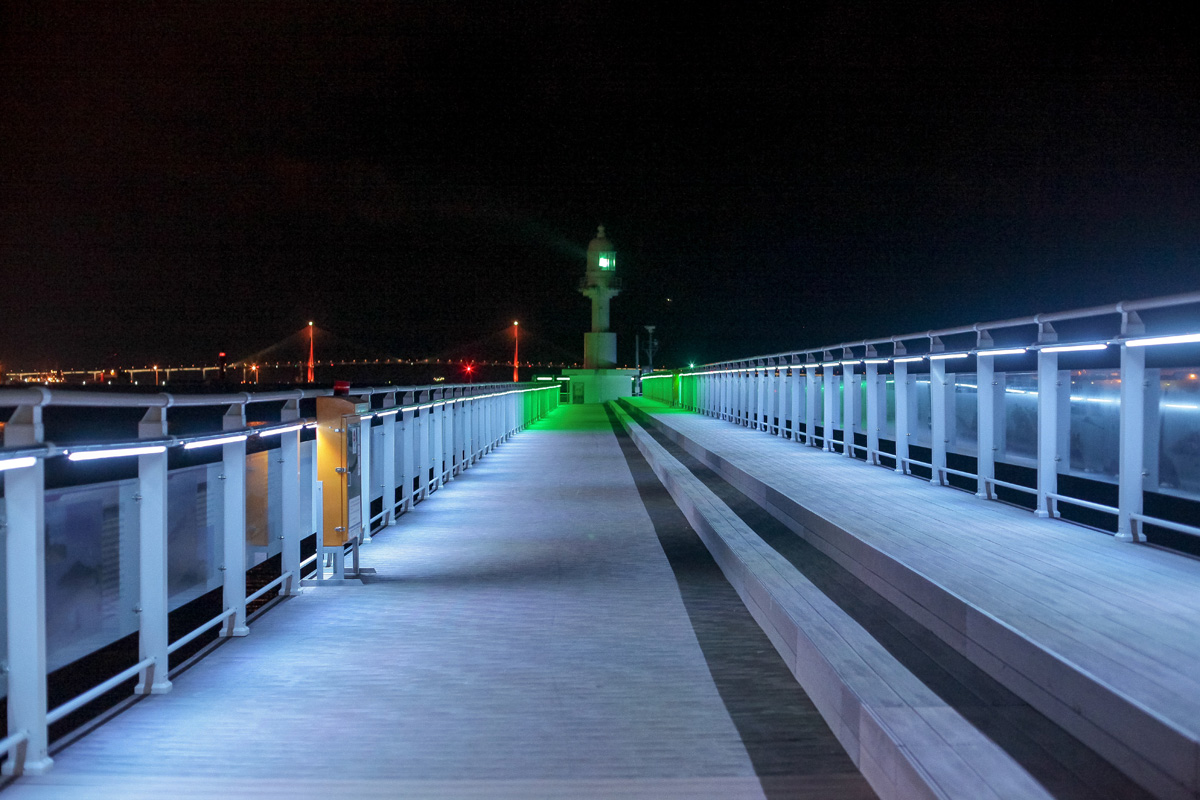
문화의거리 끝에 자리한 등대

월미 문화의거리는 횟집과 카페가 즐비했던 월미도의 해안인접도로를 차없는 도로로 바꾸고 새단장하여 1989년 7월 2일 개장하였다. 별빛·수경·이벤트 광장과 전망대, 휴식·테마 공간 등 직접 해양을 접할 수 있다. 문화거리를 걷다 보면 다양한 볼거리, 먹을거리들이 길을 따라 이어진다. 엠넷의 디지털 채널 M2의 노래방 오디션 프로그램 《불토엔 혼코노》 4차 예선을 위한 코인노래방 상자가 문화의 거리에 설치되기도 했다.
중앙에는 공유수면 5,667km2를 매립하여 조성한 '친수공간'이 있다. 친수공간은 인천대교와 서해바다의 경관을 활용한 휴게 및 문화 이벤트 공간이다. 친수공간에는 '월미달빛 음악분수', 낙조전망대, 구름언덕, 조석체험시설 등이 있고, 친수계단으로 내려가면 출렁이는 바닷물을 직접 만질 수 있다.
문화의 거리를 깊숙이 들어가면 종이학 모양 야외무대가 바다를 등지고 있는 것을 볼 수 있다. 누구나 대관 신청만 하면 야외무대에서 공연을 할 수 있다.

### 월미전망대

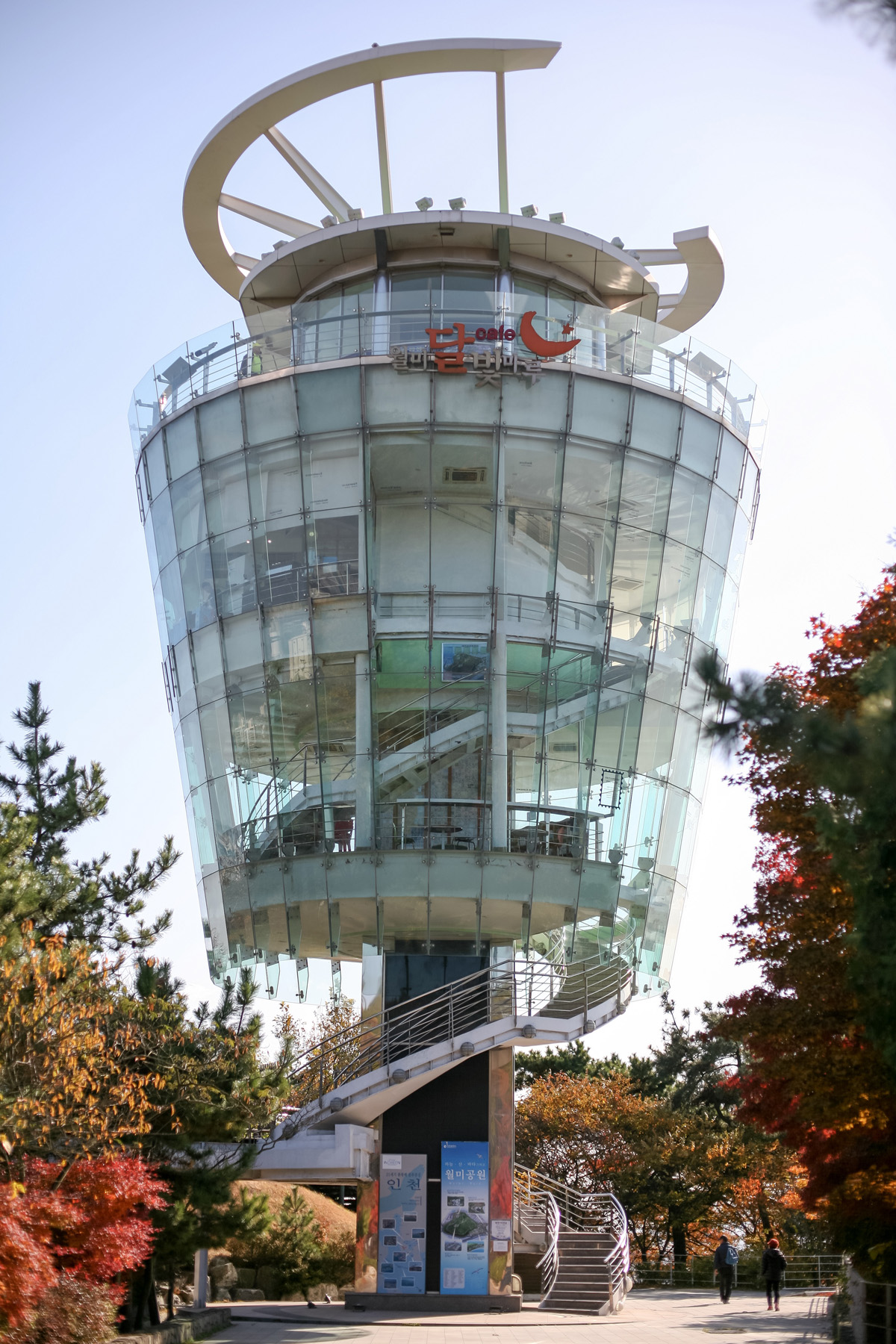
외관

월미산 정상에 서면 인천항은 물론 맑은 날에는 영종도와 용유도까지 한눈에 볼 수 있다. 특히 월미산정상광장, 예포광장, 월미전망대의 경치가 빼어나다. 근래에 높은 건물들이 많아져서 인천항을 바라보기에 적합한 장소가 거의 없는데 이곳에 오르면 인천항의 아름다운 전경을 감상할 수 있다.
정상에 있는 월미전망대에서는 인천항과 서해의 아름다운 낙조를 조망할 수 있다. 월미전망대의 원형계단을 올라가 전망대 꼭대기에 서면 밑으로는 푸른 물결이 넘실대는 서해바다와 인천항, 인천대교 연안 여객선터미널이 보이고, 고개를 들면 인천 시내와 자유공원이 보인다. 전망대에는 달빛마루 카페가 있으며, 아름다운 야경을 감상할 수 있는 곳으로도 유명하다. 23m 3층 높이 유리전망대는 야간에 환상적인 분위기를 연출하여 데이트 장소로 각광 받고 있다. 월미산의 정상까지는 도보로 약 30분, 셔틀버스인 물범카로 오르면 15분이 소요된다.

### 한국이민사박물관

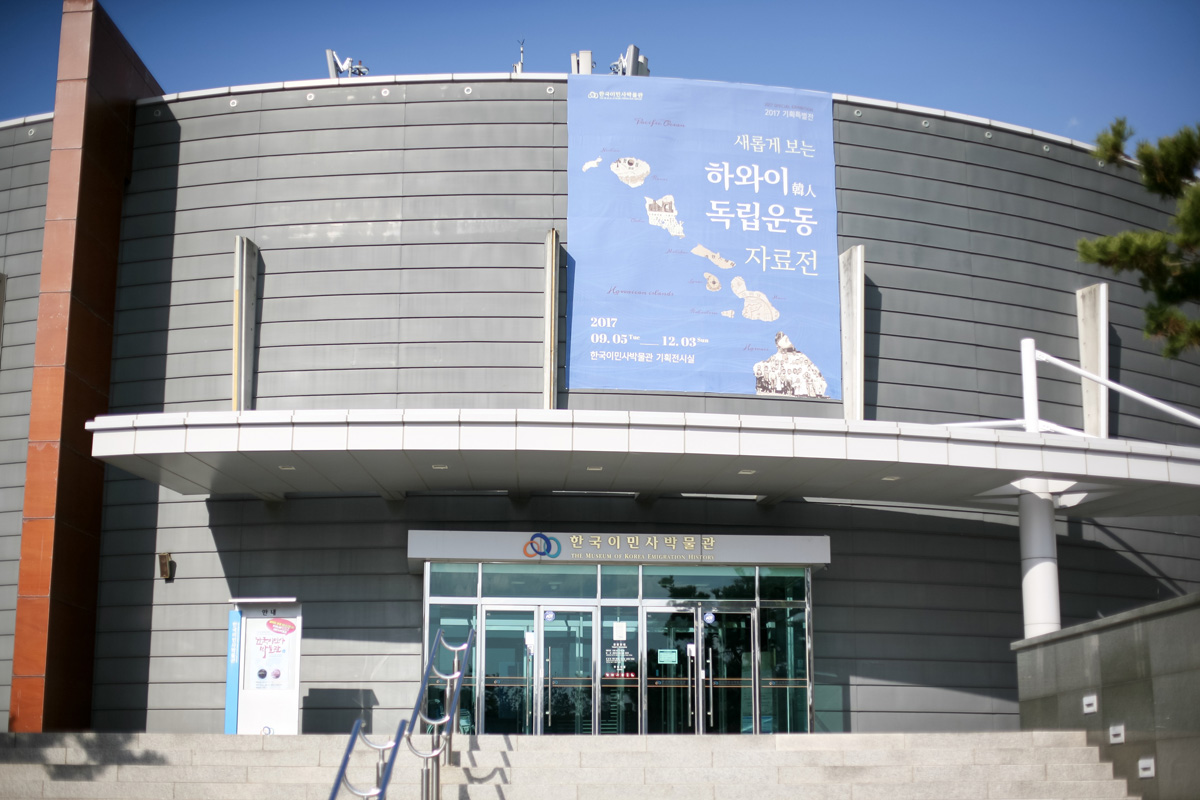
입구

한국이민사박물관은 한국의 이민사를 살펴보고, 선조들의 해외 활약상과 개척자적 삶을 기리고 후손에게 전하기 위하여 건립되었다. 미주 이민 100주년을 맞아 2008년도에 개관하였다. 박물관에는 해외 한인들로부터 기증받거나 구입한 유물 4,400여 점을 소장하고 있다. 박물관 전시실에는 당시 하와이로 떠났던 갤릭호 모형을 비롯해 선조들의 고달팠던, 하지만 누구보다 열심히 살아냈던 지난날의 모습을 둘러볼 수 있다. 하와이로 떠난 이민자들의 길고 험난했던 여정, 사탕수수농장의 고된 노동과 하와이에 정착하는 과정, 광복을 위해 몸 바쳤던 선열들의 활약상, 해외동포들의 근황과 염원을 4개의 전시실별로 나누어 볼 수 있다.

### 놀이동산

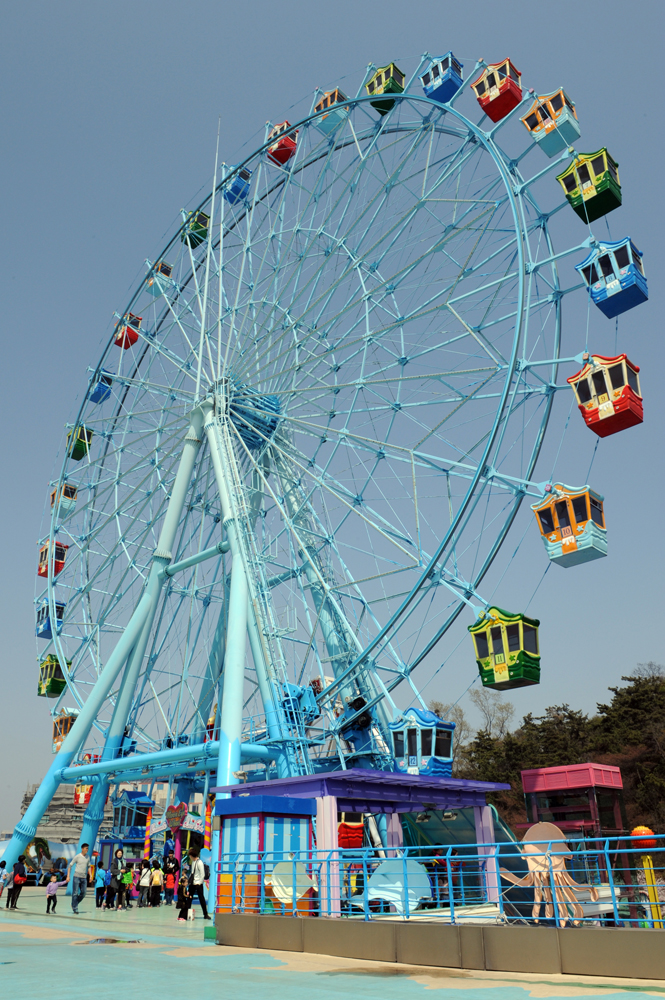
월미테마파크의 대관람차

많은 놀이기구들이 다닥다닥 붙어 있어서 다 같은 회사 같지만, 운영주체는 마이랜드와 월미테마파크 등으로 각자 다르다. 마이랜드와 월미테마파크는 둘 다 1992년 마이랜드라는 이름으로 개장했다. 한편 후자는 2009년에 부지를 4천 평으로 늘리고 월미테마파크로 이름을 바꾸어 재개장하였다.
마이랜드의 2층 바이킹은 거의 직각에 가까운 경사도로 먼 바다까지 볼 수 있는데, 손잡이가 제대로 고정되지 않아 ‘목숨을 걸고’ 타야 하는 것으로 악명이 높다. 2015년 2월에는 안전봉이 풀려 6명이 가벼운 타박상을 입는 사고가 일어나 잠정 폐쇄되기도 하였다. SBS의 예능 프로그램인 런닝맨에서 소개된 바 있다.
월미테마파크의 대관람차에서는 인천대교와 인천 앞바다 야경을 한눈에 볼 수 있다. 높이는 지상 115m이다. 드라마 싸우자 귀신아를 여기서 찍기도 했다. 타가다디스코는 트와이스의 우아한 사생활에 나온 적이 있다.
이 외에 마이랜드의 옆에 위치한 비취랜드, 2016년 개장한 월미랜드 등 여러 유원지들이 위치해 있는 것이 특징적이다. 입장료가 없다는 특징이 있다.

## 같이 보기
- 작약도
- 영종도
- 강화도
- 강화해협
- 인천항
- 인천역
- 북성동
- 제물포
- 일제강점기
- 청일 전쟁
- 러일 전쟁
- 제물포 해전
- 인천상륙작전
- 네이팜탄
- 월미산
- 월미바다열차
- 월미로

## 참고 문헌
- 강변구, 《그 섬이 들려준 평화 이야기: 작은 섬 월미도가 겪은 큰 전쟁들》, 서해문집
- 인천광역시립박물관 제16기 박물관대학상반기과정, 《그 섬 이야기: 월미도》

## 주해
1. ↑  숙종 21년에 중건을 하고 난 뒤에 28칸이라고 기록이 남아서, 중건 이전 규모는 알 수 없다.[12]
2. ↑  단, 한강 하구로 들어가는 길을 탐색하기 전 임시로 정박한 입파도에는 외제니(프랑스어: Eugénie)라는 프랑스 황후의 이름을 붙였다.
3. ↑  집중폭격(Saturation)을 비유적으로 '땅을 푹 적시다'라 이른다.[12]:85[2]:238
4. ↑  Sicily호, Badoeng Strait호[12]:84
5. ↑  미 해병 제1해병비행단 제33해병비행전대 소속 제214해병전투비행대대의 해병항공기(VMF-214) 8기와 제323해병전투비행대대의 해병항공기(VMF-323) 6기[12]:84
6. ↑  1948년 12월 19일 공표된 대한민국 정부의 '귀속재산처리법'에 따라 월미도 주민들이 거주지를 매수할 수 있게 되었다. 그러나 절차가 복잡해 지연되던 차에 한국전쟁이 발발했고, 인천상륙작전 직후부터 미군에 의해 폐쇄되었기 때문에 월미도민들은 주거 사실을 입증할 수 없었다. 그럼에도 불구하고 법원은 소유권이 증명되지 않았으므로 피해 보상을 해줄 수 없다는 결론을 내렸다.[2]:291